# Brühl (Leipzig)
Der Brühl ist eine der ältesten Straßen in Leipzig. Er hatte bis zum Zweiten Weltkrieg den Ruf als „Weltstraße der Pelze“, war die bedeutendste Straße der Stadt und trug wesentlich zu Leipzigs Weltruf als Handelsmetropole bei. Einige Zeit erwirtschafteten die dort ansässigen Unternehmen der Rauchwarenbranche den größten Anteil der Steuereinnahmen Leipzigs. Im Gebäude des Gasthofs „Zum roten und weißen Löwen“ wurde Richard Wagner geboren. Der Brühl wurde im Zweiten Weltkrieg größtenteils zerstört. In der DDR war er von Wohnhochhäusern in modernistischer Art und durch teilsanierte Altbauten geprägt. Nach der Wende erhielten einige Häuser ihre Jugendstilfassade zurück, es entstanden neue Gebäude in zeitgenössischer Postmoderne. Der Rückbau der Wohnhochhäuser am Brühl hatte eine erhebliche Bauwüste in der Innenstadt zur Folge. Anliegende Geschäfte beklagten hohe Umsatzeinbrüche, Immobilienbesitzer die zunehmende Entmietung. Im Herbst 2012 wurde durch die Höfe am Brühl die Baulücke geschlossen und die Straße erhielt ihre Bedeutung als zentrale Einkaufsstraße teilweise zurück, die sie schon einmal zwischen den Weltkriegen hatte.

## Lage

Die Leipziger Innenstadt mit Brühl

### Lage im Stadtraum
Der Brühl (amtlicher Straßenschlüssel 01009) ist eine Anliegerstraße in der nördlichen Leipziger Altstadt. Vom westlichen Richard-Wagner-Platz führt die Straße an den südlichen Querstraßen Große Fleischergasse, Hainstraße, Katharinenstraße, Reichsstraße, der kreuzenden Nikolaistraße und der Ritterstraße vorbei und mündet im Osten in die Goethestraße.
Vom Brühl in Richtung Norden abzweigende Nebenstraßen sind die den Brühl kreuzende Nikolaistraße, die Straße Am Hallischen Tor gegenüber der Reichsstraße und die Ritterpassage als Verlängerung der Ritterstraße. Der Brühl verläuft auf einer Länge von etwa 580 m von West nach Ost, knickt aber in Höhe Reichsstraße leicht nach Südost.
Die geradzahligen Hausnummern befinden sich auf der südlichen Straßenseite, die ungeraden auf der Nordseite.

### Öffentliche Verkehrsmittel
Mit öffentlichen Verkehrsmitteln ist der Brühl über die Straßenbahnhaltestellen am Tröndlinring im Nordwesten (Haltestelle „Goerdelerring“) und auf dem Willy-Brandt-Platz im Nordosten (Haltestelle „Hauptbahnhof“) zu erreichen; dahinter liegt der Leipziger Hauptbahnhof, der mit Zielen in ganz Deutschland verbunden ist.

### Individualverkehr
Der Brühl kann über die Goethestraße mit dem Kraftfahrzeug befahren werden, die Höchstgeschwindigkeit beträgt 20 km/h. Kostenpflichtige Kurzzeitparkplätze sind in begrenztem Umfang in der Zone mit eingeschränktem Haltverbot vorhanden. Im westlichen Verlauf der Straße ist der Brühl eine Fußgängerzone. Es gibt keinen Radweg.

## Geschichte

### Bedeutung als Pelzgroßhandelsstraße

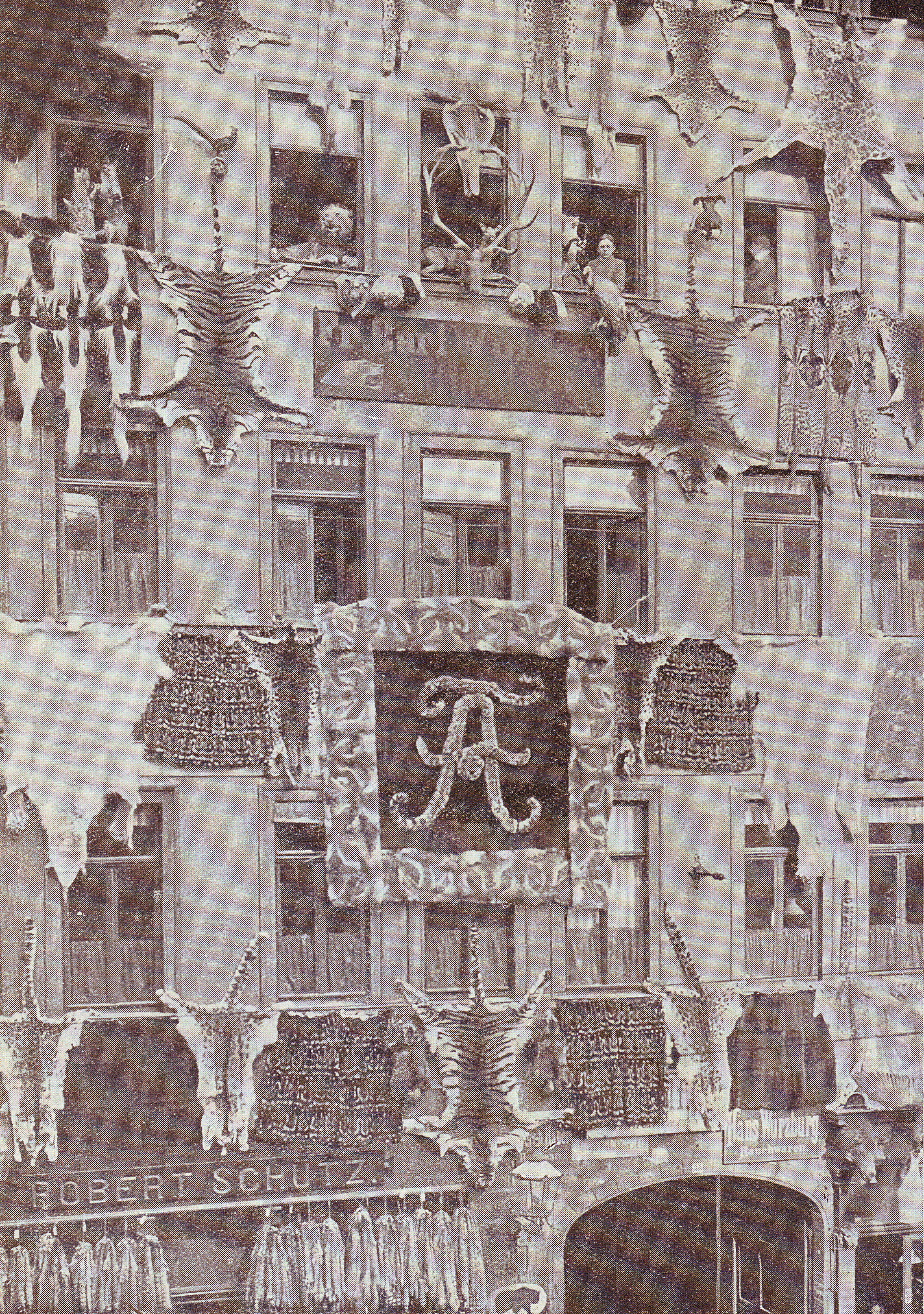
Dekorationen der Firmen Robert Schütz und Fr. Carl Wöbke, Brühl 55 beim Einzug König Friedrich August III. in Leipzig. Um 1904

Schon Friedrich Schiller wusste um die Vielfalt der Pelzangebote auf dem Brühl. In einem Brief an den Verleger Georg Joachim Göschen schrieb er im Februar 1791: „Mein Arzt will durchaus, dass ich diesen Winter nie ohne Pelz ausgehe, und noch besitze ich keinen. In Leipzig, vermute ich, kann ich am besten dazu gelangen, und Sie sind wohl so gut, dies zu besorgen. Am liebsten ist mir Fuchs, weil ich ihn weder zu gut noch zu schlecht haben möchte …“
Wann der Name „Brühl“ zum Inbegriff des Leipziger Pelzzentrums wurde, ist noch nicht untersucht worden. Fest steht, dass er in den 1920er Jahren längst allgemein gebräuchlich war. Im Katalog zur Internationalen Pelzfach Ausstellung IPA in Leipzig von 1930 hieß es: „Spricht man irgendwo in der internationalen Rauchwarenbranche vom „Brühl“, so meint man nicht etwa die altehrwürdige Straße in Leipzig, sondern den Rauchwarenhandel in seiner Gesamtheit. Man spricht von „Brühl-Usancen“, „Brühltendenzen“, vom „Eingreifen des Brühl“ oder von seiner zeitweiligen Zurückhaltung. Kurz, der „Brühl“ ist die Weltmacht in der Rauchwarenbranche seit unvordenklichen Zeiten. Er ist ein Wirtschaftsgebilde von ausgeprägter Eigenart und Geschlossenheit, wie es kaum eine andere Branche der Welt aufzuweisen hat.“
„Der Name der Leipziger Pelzgroßhandelsstraße – „der Brühl“ – ist in doppeltem Sinn zum Symbol geworden. Er umfasst zugleich die mit dem Wachstum von Handel und Gewerbe mit einbezogenen Nebenstraßen, insbesondere die Ritter-, Nikolai- und Reichsstraße und rückt überdies alles in den Blickpunkt dessen, der sich mit der Bedeutung des Wortes befasst, was zur Rauchwarenwirtschaft gehört“ (Branchen-Fachverzeichnis, 1938).

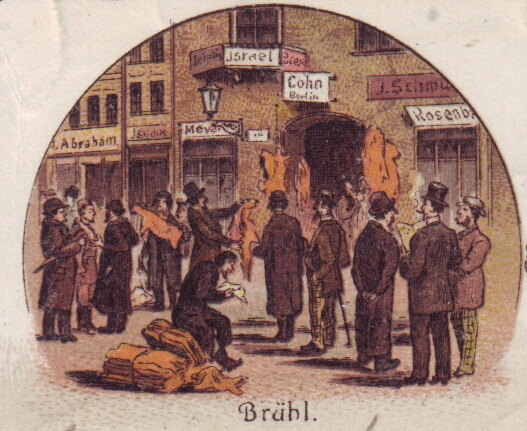
Das „Auf dem Brühl stehen“. Auf den Firmenschildern der Rauchwarenhändler fast nur jüdische Namen (um 1900).

Der unvergessene „rasende Reporter“ Egon Erwin Kisch beschreibt den Platz aus einem anderen, mehr satirischen Blickwinkel: „Der Inhaber des Höhlenlagers hat draußen im offenen Dschungel, auf dem Brühl, einen Fang zu erjagen versucht, nun hofft er in seinem Bau, die Beute zu erlangen …“ Sein Gast „kann nicht Deutsch (Das Menschenpack ist in Rudel geteilt, die verschiedene Sprachen reden) und kennt die Weidgründe von Leipzig, er hat sich einen Jagdfreund mitgebracht, den „Kommissionär“, damit ihm das Fell nicht über die Ohren gezogen werde.“
In einem Reiseführer von 1930 wird der Brühl als eine der merkwürdigsten Geschäftsstraßen einer Großstadt beschrieben: „Ein Pelzgeschäft liegt neben und über dem anderen, Lastauto nach Lastauto werden mit Pelzen beladen. Am sonderbarsten aber sind die Sitten …“, eine davon war das Auf dem Brühl stehen. Gründe dafür gab es viele: Geschäftsabschlüsse, Akquisition, Informationsaustausch oder einfach nur das Pflegen von sozialen Kontakten. Nicht nur mindestens ein Vertreter jeder Leipziger Rauchwarenhandlung fand sich bei schönem Wetter hier ein, auch Bevollmächtigte der Zurichtereien und Färbereien, Kürschnereien und der Pelzkonfektion kamen, um sich auf dem Laufenden zu halten.
Im Gegensatz zur Leipziger Messe, die sich zur Mustermesse entwickelt hatte, behielt der Rauchwarenhandel weitgehend die Warenmesse bei, bedingt durch seine durch die Natur vorgegebenen, individuell unterschiedlichen Produkte, kein Fell und damit auch kein Konfektionsteil gleicht genau dem anderen. Die Merkmale des Brühl waren: Er stellte einen Warenmarkt dar, auf dem dreimal jährlich – zu den alten Messeterminen Neujahr, Ostern und Michaelis (29. September) – die Rauchwarenmessen (Warenmessen) abgehalten wurden. Zur Ostermesse, jeweils acht Tage nach Ostern, fanden „Neuheitenausstellungen“ statt, es gab Auktionen und eine Pelzmodenschau, so dass fast das ganze Jahr ein Branchenereignis das andere ablöste. Als um 1900 die Kaufgewölbe in den Erdgeschossen der Häuser durch die Paläste der Mustermesse ersetzt wurden, blieb der Brühl als einziger Marktbetrieb bestehen.

### Frühgeschichte und Mittelalter
Der Brühl (auch Brüül), anfangs Bruel, war Teil der Via Regia und entstand an der Kreuzung mit der Via Imperii, beides waren besonders privilegierte Reichsstraßen. Schon die wichtige Straßenverbindung mit der Stadt Halle wirkte darauf hin, dass dort immer ein Handelsmittelpunkt war. Am Westende des Brühls, an der Stelle des heutigen Richard-Wagner-Platzes, bildete sich vermutlich im 7. Jahrhundert der erste slawische Markt (später Eselsmarkt genannt) sowie die slawische Siedlung Lipsk, aus welcher sich später die Stadt Leipzig entwickelte. Für das 10./11. Jahrhundert ist eine erste Kaufmanns- und Handwerkersiedlung im Bereich Brühl/Reichsstraße nachgewiesen. An der Ecke zur Katharinenstraße wurde 1233 die Katharinenkapelle geweiht, die dort bis 1546 stand.

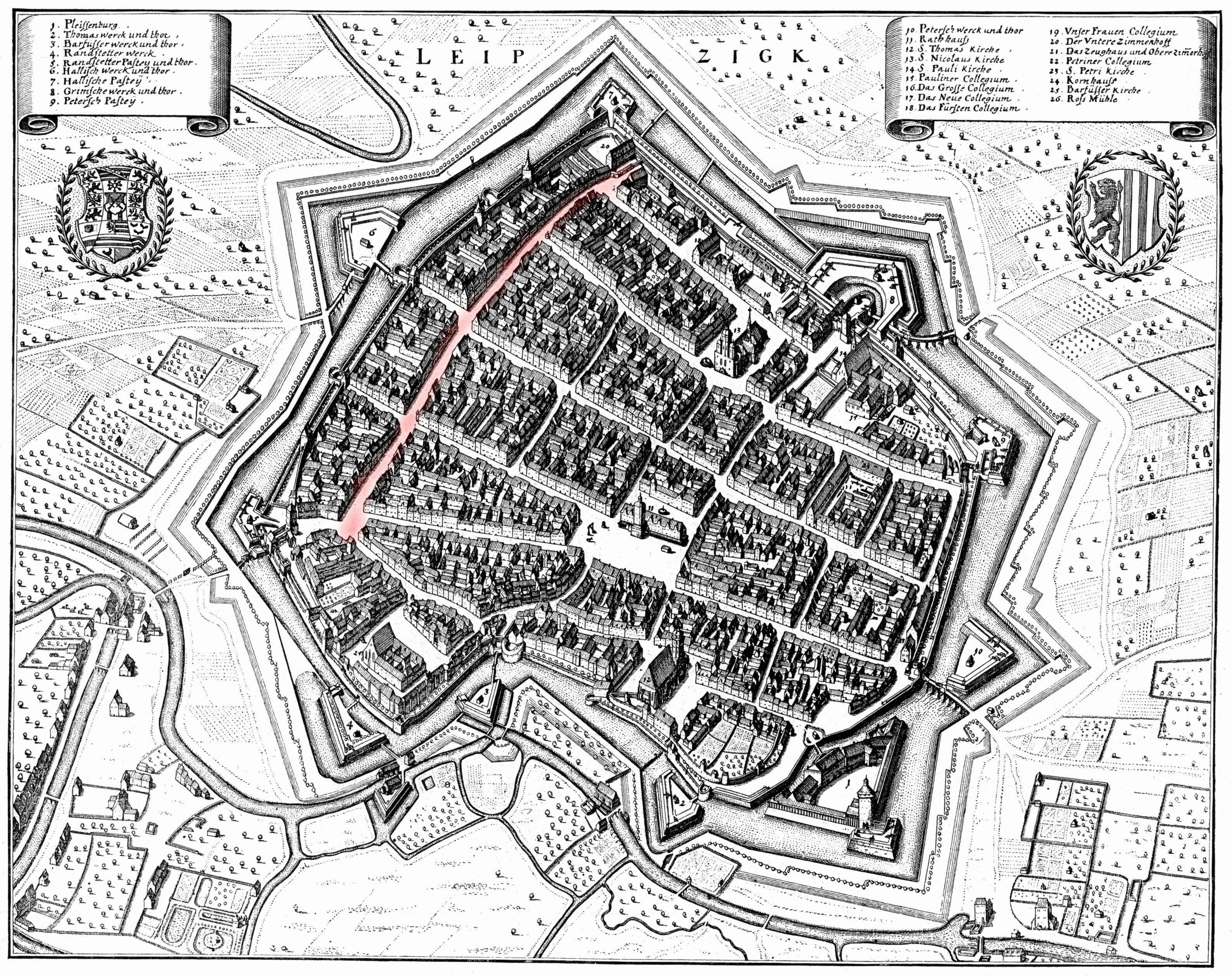
Der Brühl in Leipzig, (parallel zur linken Stadtmauer, rötlich eingezeichnet) auf einem Stich von Matthäus Merian um 1650

Ursprünglich floss die Parthe durch das Gebiet des heutigen Brühl, sie wurde aber im Lauf der Zeit mehrmals verlegt. Mit dem Bau der Stadtmauer, also vermutlich zwischen 1265 und 1270, erhielt die Straße den Namen Brühl, was als Toponym so viel wie Moor oder Sumpfland bedeutet. Allerdings haben Grabungen gezeigt, dass nur nördlich der Straße sumpfiges Land zu finden war und damit die Bezeichnung „Am Brühl“ wohl zutreffender gewesen wäre. Schriftlich erwähnt wurde die Straße als „Brühl“ jedoch erstmals um 1420. Die Straße verlief im Norden der Stadt in Ost-West-Richtung und wurde durch den Bau der Stadtmauer an ihrem Ostende zur Sackgasse. Im Westen des Brühls lag damals das Ranstädter Tor, von dem die Hainstraße nach Süden führte, im Norden lag die Hallische Gasse, die zum Hallischen Tor, der Gerbervorstadt und zur Straße nach Halle führte. Etwas später, vermutlich im 16. Jahrhundert, entstand zwischen dem Ranstädter Tor und dem Hallischen Tor eine kleine Gasse, die zunächst für Fußgänger zum Hallesch Pförtlein führte. Daraus entwickelte sich später die Plauensche Straße.
Der Brühl wie die Reichsstraße waren noch bis nach 1284 Reichsgut, bis sie vermutlich nach 1350 in die Lehnshoheit des Bischofs von Merseburg gelangten. Einige Grundstücke in der Nähe der Kreuzung Brühl/Reichsstraße wurden in den Schöffenbüchern des 15./16. Jahrhunderts als „au dem Berge“ liegend geführt. Dies deutet auf einen Platz, an dem Recht gesprochen wurde, hin. Dabei handelte es sich um die Grundstücke Brühl 44 (später Standort des Brauhauses „Zum roten Adler“) und Brühl 34 bis 40, den 1542 die Ratsfamilie Breunsdorf besaß, auf dem im 15. Jahrhundert der große Ausspanngasthof „Zum roten Löwen“ stand, von dem das Haus weiterhin seinen Namen hatte.
Dem „Roten Löwen“ wurde mit dem abenteuerlichen Reiseroman Schelmuffsky ein literarisches Denkmal gesetzt. Wegen Prellen des Mietzinses und sonstiger Umtriebe hinausgeworfen, schrieb sich Christian Reuter seinen Ärger über die Gastwirtsfamilie Müller von der Seele. Günter Grass erinnert im 20. Jahrhundert noch mehrfach an das auf dem päpstlichen Index gestandene Werk, insbesondere in seinem Roman Die Blechtrommel.
Im Osten des Brühls stand eine Vogtei, ähnlich einem befestigten Wehrhof. 1262 wurde eine St. Maria geweihte Kapelle in dieser Vogtei erwähnt. Die Herren des Hauses, die von Schkeuditz, starben um 1263 aus. Danach fiel das Kammerlehn des Königs an den Bischof von Merseburg. Vermutlich wurde ein Teil des Grundes, der die heutigen Grundstücke Brühl 73, 75 und 77 umfasste, damals abgetrennt und an Privatpersonen als Lehn vergeben. Wenige Jahre nach der Gründung der Universität, bezog das Bernhardinerkolleg (eine Stiftung der Zisterzienser) das Gelände der Vogtei auf den Grundstücken 75/77 und errichtete neue Bauten.
Schon im 12. und 13. Jahrhundert gab es eine dichte Bebauung am Brühl. In Richtung der nördlich parallel zum Brühl verlaufenden Stadtmauer befanden sich Höfe und Stallungen für Pferde. Stadtbrände zerstörten 1498 und 1518 die Häuser am Brühl, die aber immer wieder aufgebaut wurden. Der Brühl war, bedingt durch seine Lage, Stauplatz für Waren und Reisende von und nach Norden. Die Häuser waren deshalb als Gast- und Lagerhäuser angelegt. Besonders die Nordseite bot durch ihre große Tiefe zur Stadtmauer hin vielen Hofbauten und Warenlagern Platz.
Der Handel mit Pelzen und Leder fand vorwiegend in der Nähe der Kreuzung Brühl/Reichsstraße statt, während Wolle, Tuch und Leinen mehr im westlichen Brühlteil (um den Eselsmarkt) gehandelt wurden. Diese Aufteilung blieb bis in die Mitte des 19. Jahrhunderts erhalten.
Zwar war einer der ersten urkundlich genannten Handwerker in Leipzig ein gewisser Heinrich der Kürschner und es wird im Jahre 1335 der Kürschnermeister Andreas „pellifex“ als Ratsherr erwähnt, eine eigene Innung der Kürschner wurde erst 1423 auf Drängen der Stadt gegründet. Für den Handel in Leipzig gab es schon 1419 ein Pelzhaus am Naschmarkt. Viele der Rauchwarenhändler nutzten die zahlreichen Gasthäuser am Brühl, um dort ihre Geschäfte abzuwickeln. Bretter oder Heringstonnen in den Höfen am Brühl dienten als Ladentisch. Das Ratspatent vom 5. Oktober 1594 warnte vor unlauteren Geschäftsgebaren, „die geringsten Waren und Sorten … unter die besten … nicht verstecken“ erst nach dem „Einläuten“ durfte der Verkauf beginnen.
Im Rauchwarenhandel und in der Kürschnerei hatte Leipzig damals noch keine große Bedeutung, das schlesische Breslau und Straßburg im Elsass waren die führenden europäischen Fellhandelsplätze. Einen Aufschwung erfuhr der Handel am Brühl, nachdem Kurfürst Friedrich I. 1425 einen Schutzbrief für alle Leipziger Juden erlassen hatte. Insbesondere der Fernhandel mit Pelzen wurde bereits im Mittelalter häufig von Juden betrieben.

### Frühe Neuzeit

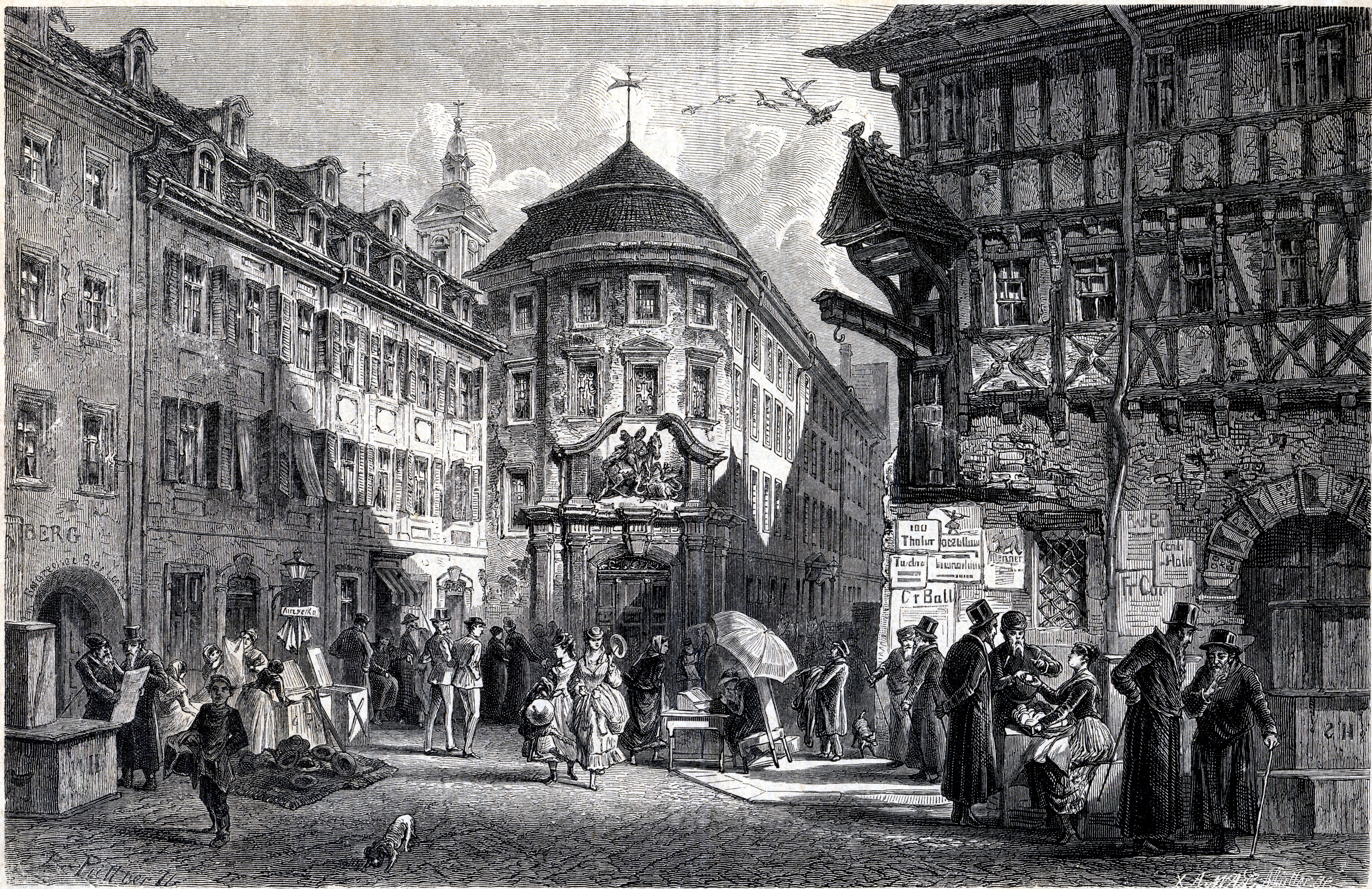
Georgenhaus und alte Heuwaage an der Ecke zur Ritterstraße

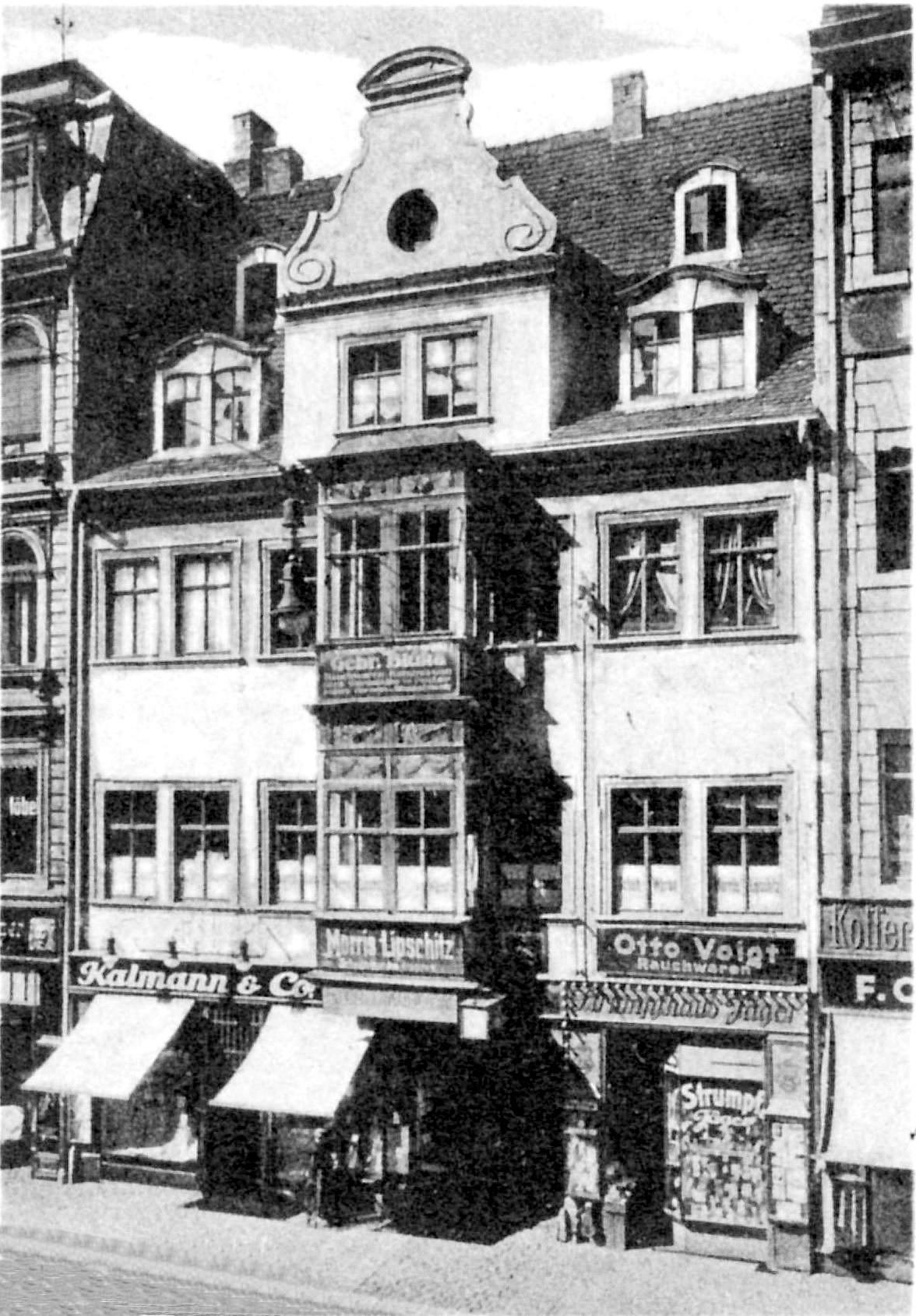
Der Gasthof „Goldene Eule“ wurde 1690 auf dem Brühl 25 errichtet.

Der Leipziger Rat gab 1501 die erste Wasserleitung (aus Kiefernstämmen) in Auftrag, die auch einen öffentlichen Brunnen auf dem Brühl versorgte.
Der als Baumeister zu Ruhm gekommene, aus Nürnberg stammende Leipziger Bürgermeister Hieronymus Lotter führte auf dem Brühl seinen ersten Auftrag für die Stadt Leipzig aus. Er errichtete 1546 ein Kornhaus (abgetragen 1702), an der Stelle des Gebäudes, in dem bis zur Einführung der Reformation 1543 das Bernhardinerkollegium untergebracht war. Die Stadt Leipzig hatte 1546 das Gelände für 20.000 Gulden vom Markgrafen gekauft, in dessen Besitz das Grundstück nach der Säkularisation gelangt war. Offenbar war der Rat mit der Arbeit Lotters zufrieden und man beauftragte ihn am westlichen Ende des Brühl/Ecke Fleischergasse die Rannische Badestube zu bauen. Die Badestube wurde 1825 abgebrochen, wodurch das dahinterliegende Haus Blumberg zum „Platz vor dem Ranstädter Thore“ mit einem Seitenflügel frei stand. 1832 wurde das Haus Blumberg erweitert und mit einer klassizistischen Fassade nach dem Entwurf von Albert Geutebrück versehen. Seinen Namen hat das Haus von seinem Erstbesitzer, Tiburtius Blumenberg. Das Attribut Groß wurde erst nach 1714 hinzugefügt, nachdem sein damaliger Besitzer auch ein Haus in der Fleischergasse 6 als „Kleiner Blumberg“ führte.
Von 1727 bis 1734 trat im Haus „Großer Blumberg“ die Neuberin mit ihrer Theatertruppe auf. Zusammen mit ihrem Mann Johann Neuber und Johann Christoph Gottsched betrieb sie dort die Neuber’sche Komödiantengesellschaft und führte Dramen in deutscher Hochsprache auf. Etwa 140 Jahre später kehrte der Philosoph Friedrich Nietzsche regelmäßig im Großen Blumberg ein, hier sei das Leipziger Essen „am wenigsten schlecht“.
1554 hielt die Hanse auf ihrer Lübecker Hansetagung den Rauchwarenhandel in Leipzig für gewichtiger als den in Nowgorod. Im 16. Jahrhundert erwähnten Quellen erstmals Häusernamen, darunter die Gasthäuser „Zum Roten Ochsen“ und die „Goldene Eule“ (Brühl 25, Gastwirt war 1532 Hans Fruben aus Schönau in Schlesien). Als die „Goldene Eule“ nach einem Neubau des Hauses im „sachlich-schlichten Eisen- und Betonstil“ im Februar 1920 wiedereröffnet wurde, wurde in den Wanddarstellungen an Goethe, Kätchen Schönkopf, an Schiller, Wagner und Napoleon erinnert und auch dem Pelzhandel mit Versen gehuldigt. Weitere bekannte Gasthäuser waren „Der Kranich“ und die „Grüne Tanne“ (ehemals auf Brühl 323/324 gelegen, heute Brühl 13). Bei Diamant- und Edelsteinhändlern war das Kaffeehaus im Haus „Goldener Apfel“ (Brühl 327 gegenüber dem Romanushaus) sehr beliebt.
1693 wurde am Brühl das erste Opernhaus eröffnet und wenige Jahre später 1704 das Romanushaus fertig gestellt.
Das Kornhaus am östlichen Ende des Brühls wurde 1700/1701 abgerissen, an seiner Stelle entstand das Georgenhaus als „Zucht- und Waisenhaus“. Ursprünglich befand sich das St.-Georgen-Hospital nach 1212 in der Rosentalgasse, später an anderen Standorten. Es diente zur Verwahrung und Versorgung Gefangener, Waisen und Geisteskranker.
1743 fanden sich in Leipzig sechzehn Kaufleute zusammen, um den Konzertverein „Großes Concert“ zu gründen. Sie finanzierten zunächst 16 Musiker, ihr erstes Konzert war am 11. März 1743. Ab 1744 fanden die Konzerte in den „Drey Schwanen“ statt, einem Gasthaus am Brühl 7, in dem schon im 16. Jahrhundert Fuhrleute aus Zwickau eingekehrt waren. Mit dem Umzug in das Messehaus der Tuchwarenhändler (Gewandhaus) im Jahre 1781 erhielt das Orchester den Namen „Gewandhausorchester“.
Der Rat zu Leipzig verbot 1752 das Auspacken der Ware eher als drei Tage vor Messebeginn. Rauchwarenhändler aus London, Koppigen, der Gegend um Brody, Hamburg, Königsberg und Breslau beschwerten sich, sie hätten keinen Handel mit Pfeffer oder Tonware und müssten ihre großen Pelzbündel nicht nur auspacken, sondern die Felle lüften, klopfen und sortieren. Nach langem Zögern gab der Rat nach: die Rauchwarenhändler durften ab Montag vor Messebeginn auspacken, jedoch noch nicht verkaufen.

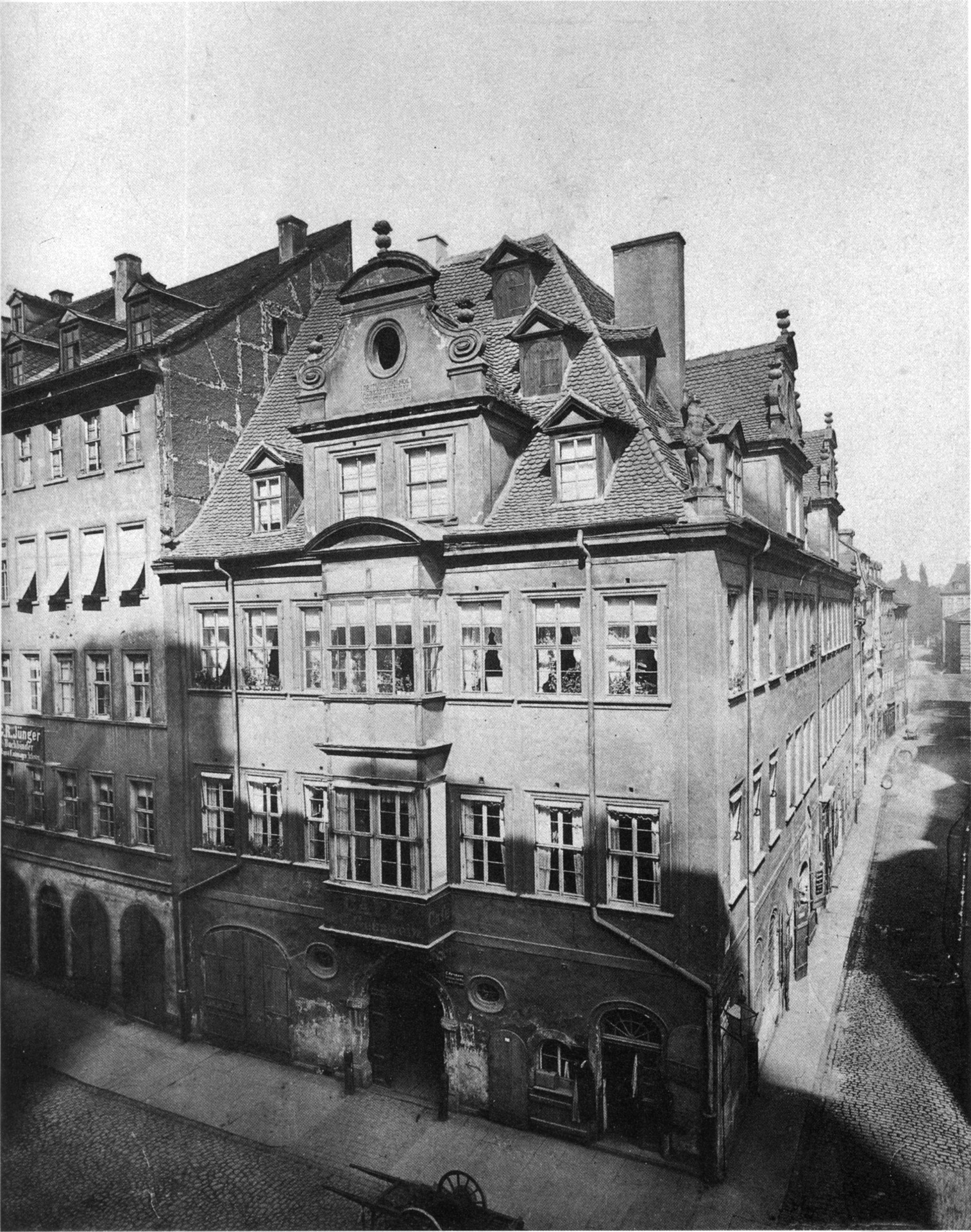
„Goldener Apfel“, links daneben das Wohnhaus Schönkopfs, rechts die Plauensche Straße

Auf dem Brühl Nr. 326 (heute Nr. 19) hatte Johann Gottlob Schönkopf, Vater von Anna Katharina Schönkopf, der frühen Liebe Goethes (sie währte von 1766 bis Frühjahr 1768), sein Weinlokal, in dem Goethe während seiner Leipziger Studienzeit auch seinen Mittagstisch einnahm: „Ich blieb wirklich nach Schlossers Abreise bei ihnen, gab den Ludwigischen Tisch auf und befand mich in dieser geschlossenen Gesellschaft um so wohler, als mir die Tochter vom Hause, ein gar hübsches, nettes Mädchen, sehr wohl gefiel und mir Gelegenheit ward, freundliche Blicke zu wechseln, ein Behagen, das ich seit dem Unfall mit Gretchen weder gesucht noch zufällig gefunden hatte.“

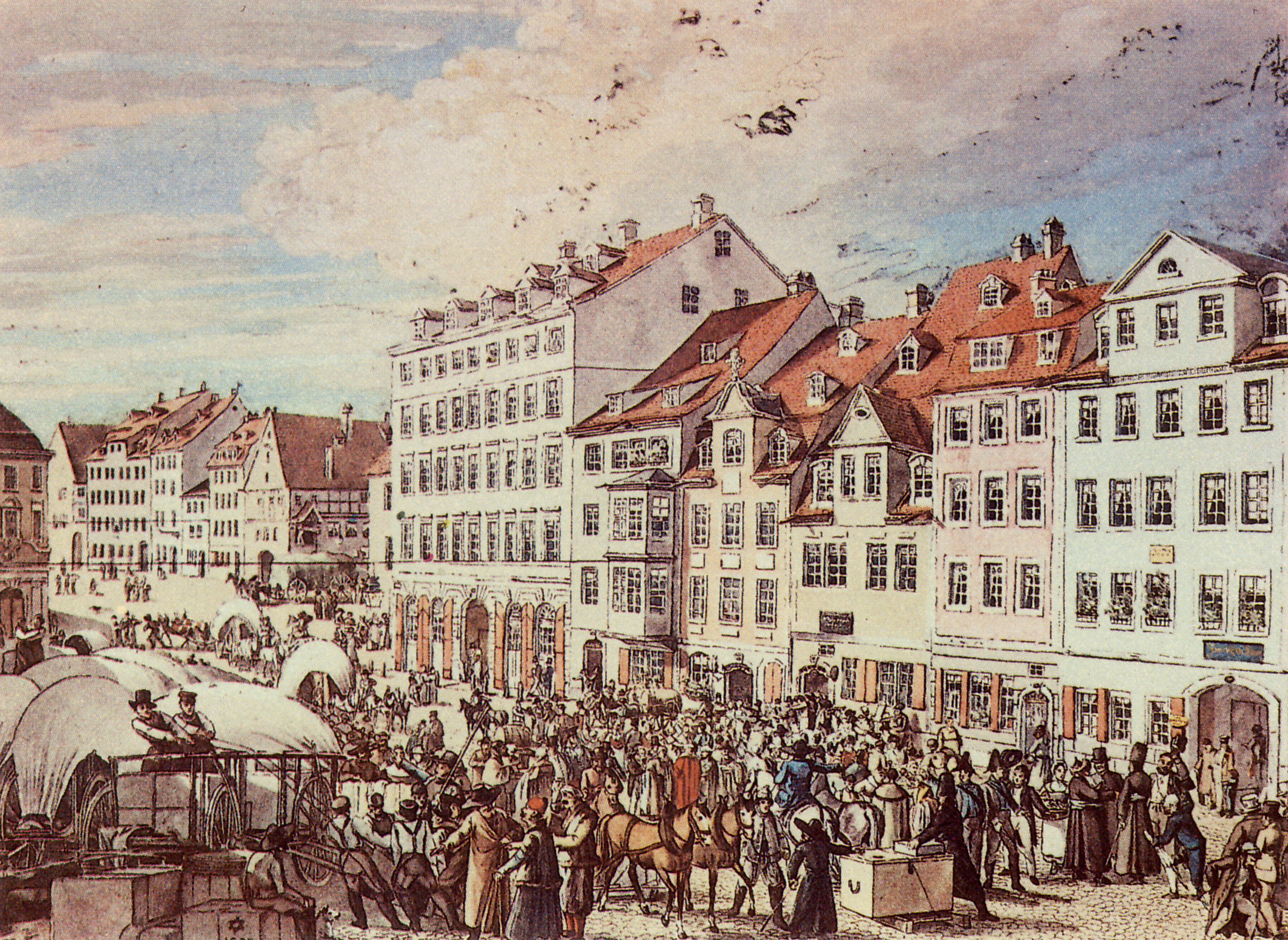
Messetreiben auf dem Brühl Anfang 19. Jahrhundert

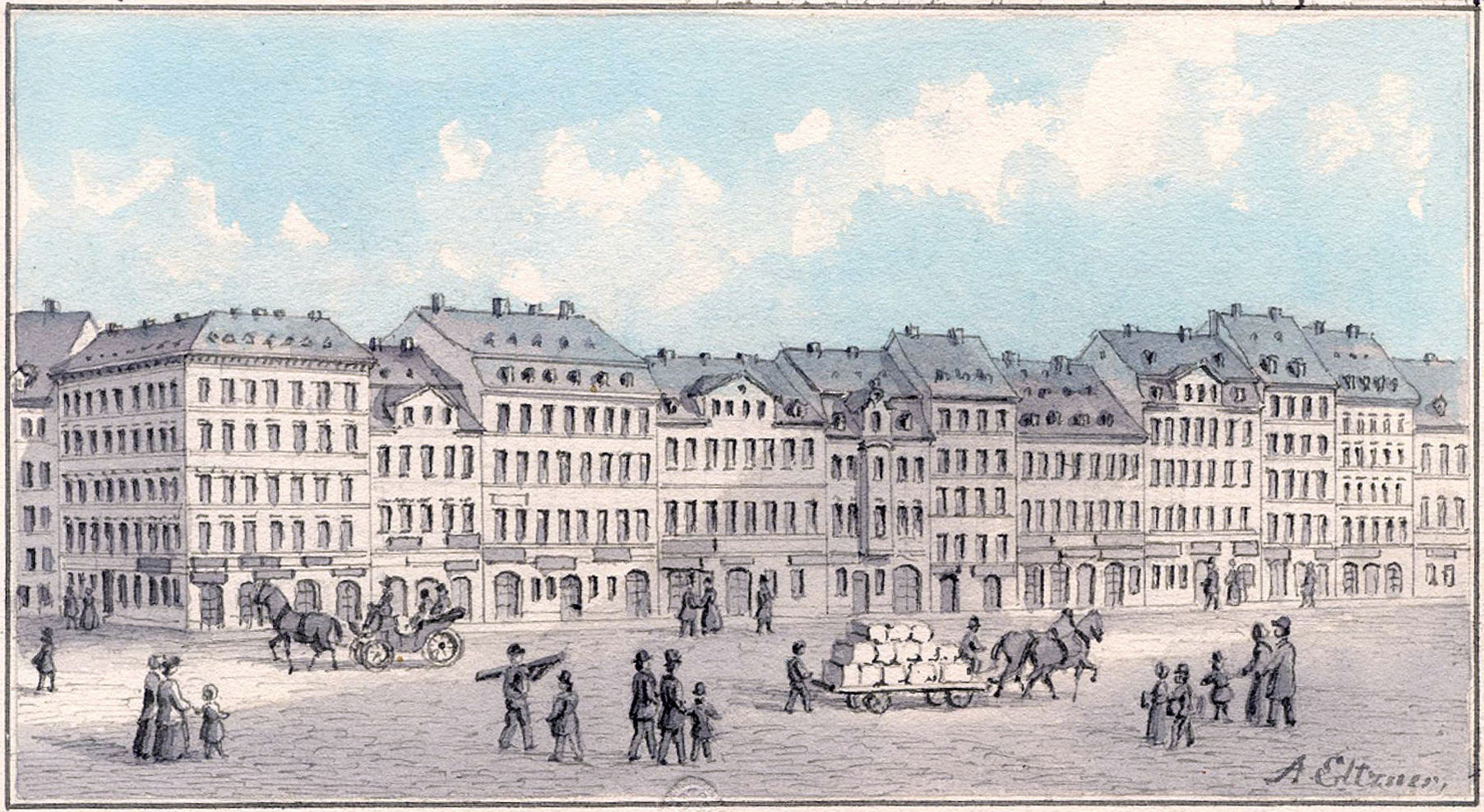
Brühl zwischen Theaterplatz (links) und Plauenscher Straße (rechts außerhalb des Bildes), um 1860

Obwohl sich dreimal jährlich die deutschen und ausländischen Rauchwarenhändler zur Messezeit in Leipzig trafen, bestanden kaum Leipziger Rauchwarenfirmen. 1784 gab es in der Stadt nur neun Handlungen mit Rauchwaren und Leder, davon sollen am Ende der Napoleonischen Kriege nur zwei übrig geblieben sein. Um das nach den Kriegen daniederliegende Messegeschäft wiederzubeleben, wurden 1813 gegen den Widerstand der einheimischen Kaufmannschaft erstmals sechs „fremde Juden“ als Messmäkler zugelassen. Dieses Amt gewährte den Inhabern das dauernde Wohnrecht in Leipzig und war deshalb sehr geschätzt. Es dauerte dann noch einmal 42 Jahre, bis die Kramerinnung 1855 den ersten Juden als Mitglied aufnahm.
Anfang bis Mitte des 19. Jahrhunderts gab es auf dem Brühl, insbesondere im östlichen Teil, neben den Rauchwarengeschäften noch Leinen, Darm- und Produktenhandlungen (landwirtschaftliche Erzeugnisse) in größerer Zahl. Auf dem Brühl waren damals die Hauptmessen an Pelzen, Hasenfellen, Schweinsborsten und Rosshaar zu finden.

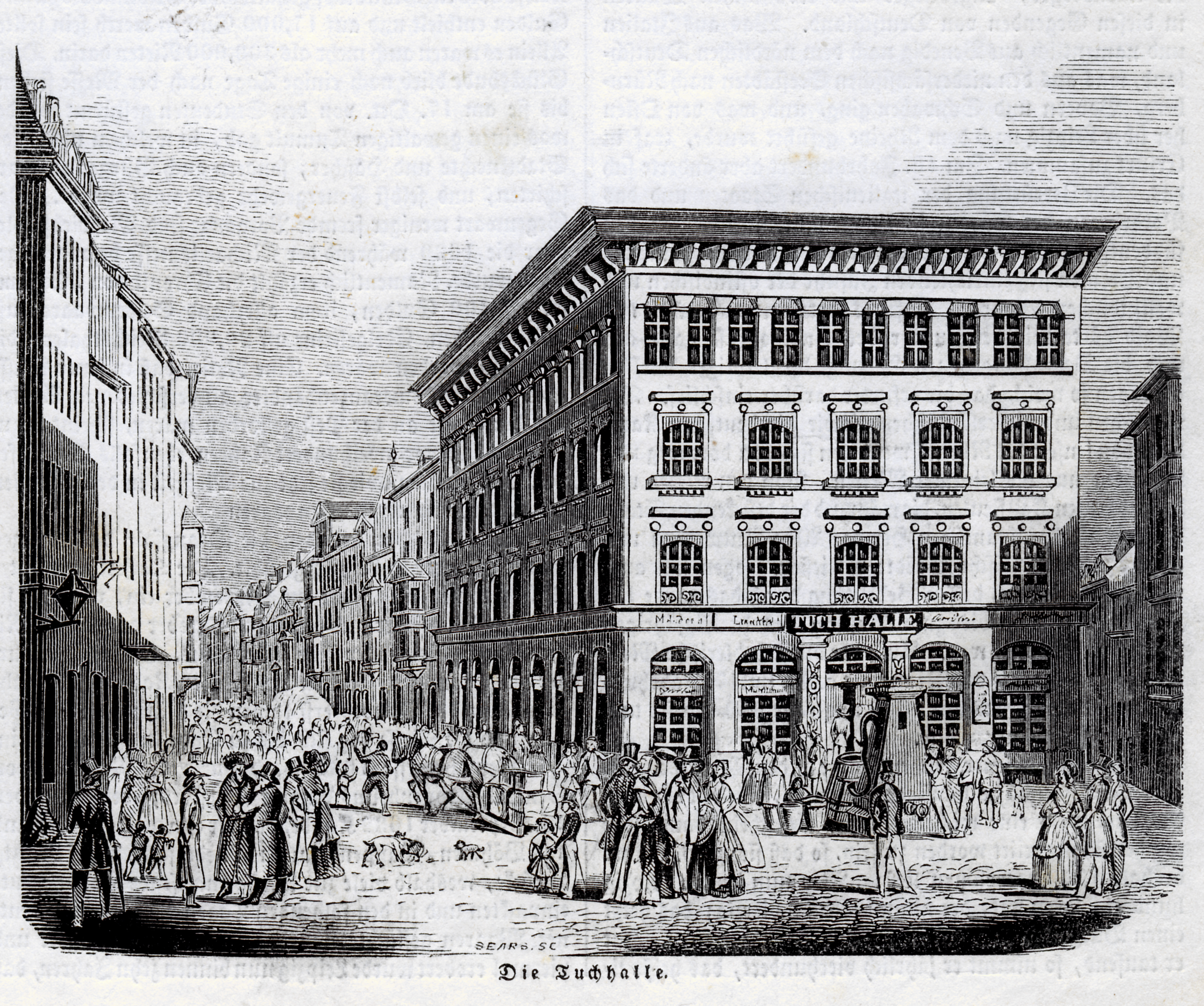
Die Große Tuchhalle Ecke Brühl/Hainstraße/Große Fleischergasse

Mit der Zeit spezialisierte sich der Brühl jedoch weiter auf den Rauchwarenhandel. Die oftmals jüdischen Händler fanden zunächst in der Judengasse in der Ranstädter Vorstadt eine Unterkunft. Als diese Ende des 17. Jahrhunderts abgerissen werden musste, gab es am Brühl besondere Judenherbergen. Seit 1687 übernachteten die jüdischen Messebesucher hauptsächlich in der „Bruel“, später Brühl genannten Straße, und man weiß, dass dort fast ausschließlich jüdische Kaufleute ihre Messelager hatten. Zu den Messen hat Leipzig offenbar den Eindruck einer Judenstadt erweckt, jedenfalls nennt Johann Gottfried Leonhardi sie 1799 in seiner Beschreibung Leipzigs so.
Bereits Ende des 17. Jahrhunderts hieß das Peißkerische Haus am Brühl „die alte Judenherberge“. 1753 entstand im Blauen Harnisch, heute Brühl 71, die „Brodyer Schul“ beziehungsweise „Tiktiner Synagoge“ für die in Leipzig Handel treibenden Juden. Die jüdischen Rauchwarenhändler kamen über die Hohe Straße meist aus Brody, Galizien, das Kürschnerzentrum Lissa (Leszno) und Sklow. Brody war neben Lemberg das wichtigste Handelszentrum Galiziens, die Kaufleute aus dem Pelzhandelszentrum Brody waren mit die wichtigsten Messebesucher und trugen nicht nur zur Schaffung einer bodenständigen Rauchwarenwirtschaft, sondern auch zur Neubelebung der jüdischen Gemeinde Leipzigs wesentlich bei. Zeitgenössischen amtlichen Berichten ist zu entnehmen, dass der Erfolg der Leipziger Messen vielfach geradezu davon abhing, in welchem Umfang sich die Brodyer Handelshäuser beteiligten.

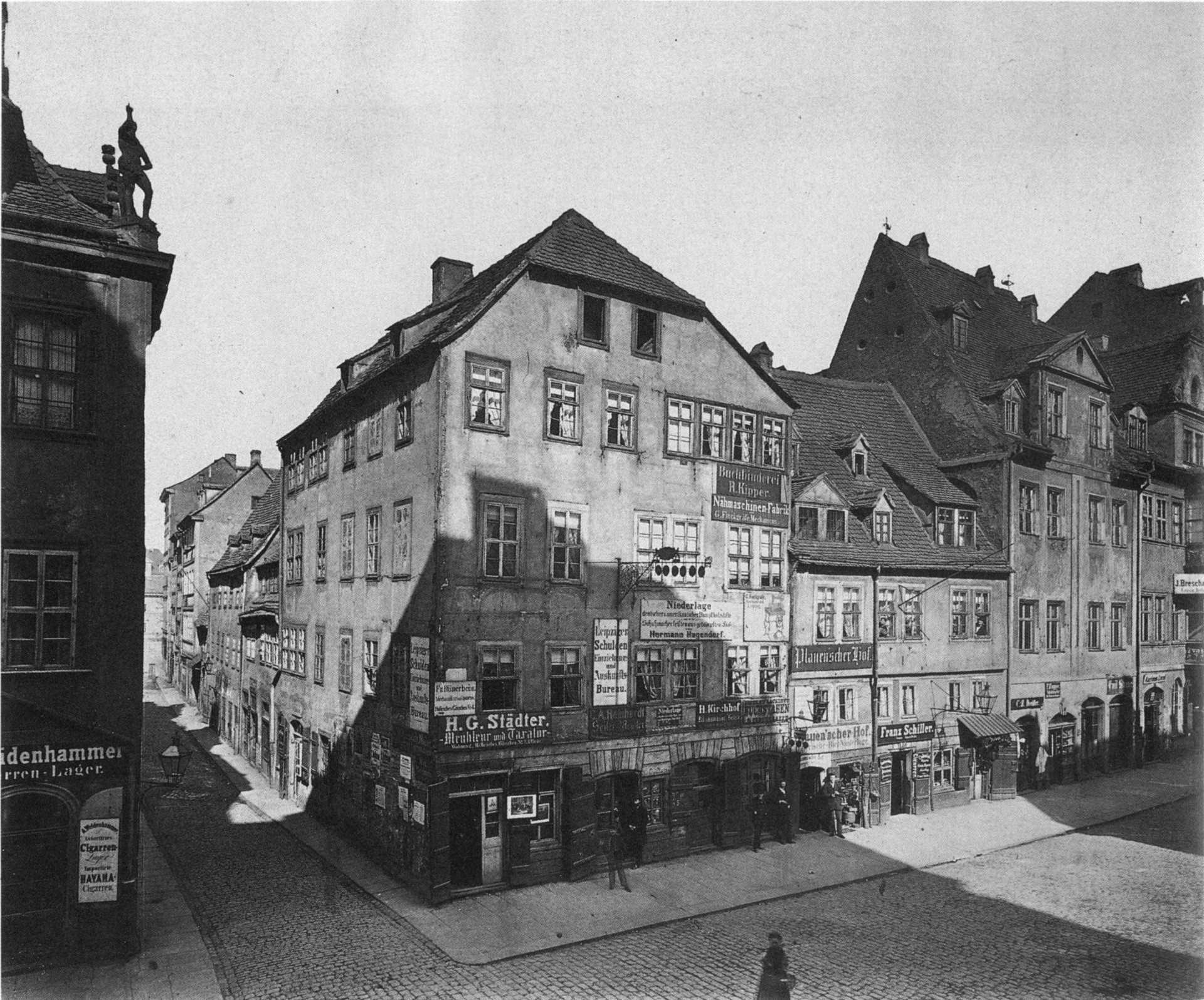
Der Plauensche Hof, 1873

Auf dem Gelände der mittelalterlichen St. Katharinen-Badestube, Brühl 23, befand sich später eine Herberge, in der vor allem Plauener Kauf- und Fuhrleute während der Messe ihr Quartier hatten. Ab 1804 durfte man sich auch offiziell „Plauenscher Hof“ nennen. Zwei Jahre lang wurde sie von Ernst Pinkert (1844–1909) geführt, der in den beiden von ihm betriebenen Gaststätten ständig exotische lebende Tiere präsentierte. 1878 gab er dieser Neigung völlig nach und gründete den Zoologischen Garten. Der Plauensche Hof bestand bis 1874, er wurde durch den Geschäftsbau der Plauenschen Passagen ersetzt. Hier befanden sich weiterhin Gastwirtschaften, unter anderem betrieb Louis Pfau hier nach 1900 das „Erste Wiener Café“.
Kurz nach 1900 entstand auf Brühl 74 die „Weissenfelser Bierhalle“ (Inhaber Wilhelm Moosdorf) mit einer aufwändigen dreigeschossigen Fassadenmalerei. Jedoch konnte sich das regionale Bier gegen die starke Konkurrenz vor allem aus Franken und Bayern nicht behaupten, bereits in den 1920er Jahren handelte man hier, wie zuvor schon im linken Nachbarhaus, mit Pelzen.
Einige Häuser weiter, Brühl 80/Goethestraße 8, erbaut 1857, ab 1859 Georgenhalle genannt, befanden sich die Fleischhallen (1943 zerstört). Nachdem Reichskanzler Bismarck dem Reichsgericht Leipzig als Standort zugewiesen hatte, tagte es vom Oktober 1879 bis 1895 in diesem Gebäude. Das Café, das sich ebenfalls dort etablierte, hieß „Fürst Reichskanzler“, das im Keller gelegene Weinlokal neben der dort befindlichen Weingroßhandlung mit hauptsächlich österreichischen und ungarischen Weinen „Esterházykeller“ (Inhaber August Schneider). Später wurde daraus der „Winzerkeller“, der um 1930 auch eine der Stadtküchen bewirtschaftete.

### Industrialisierung

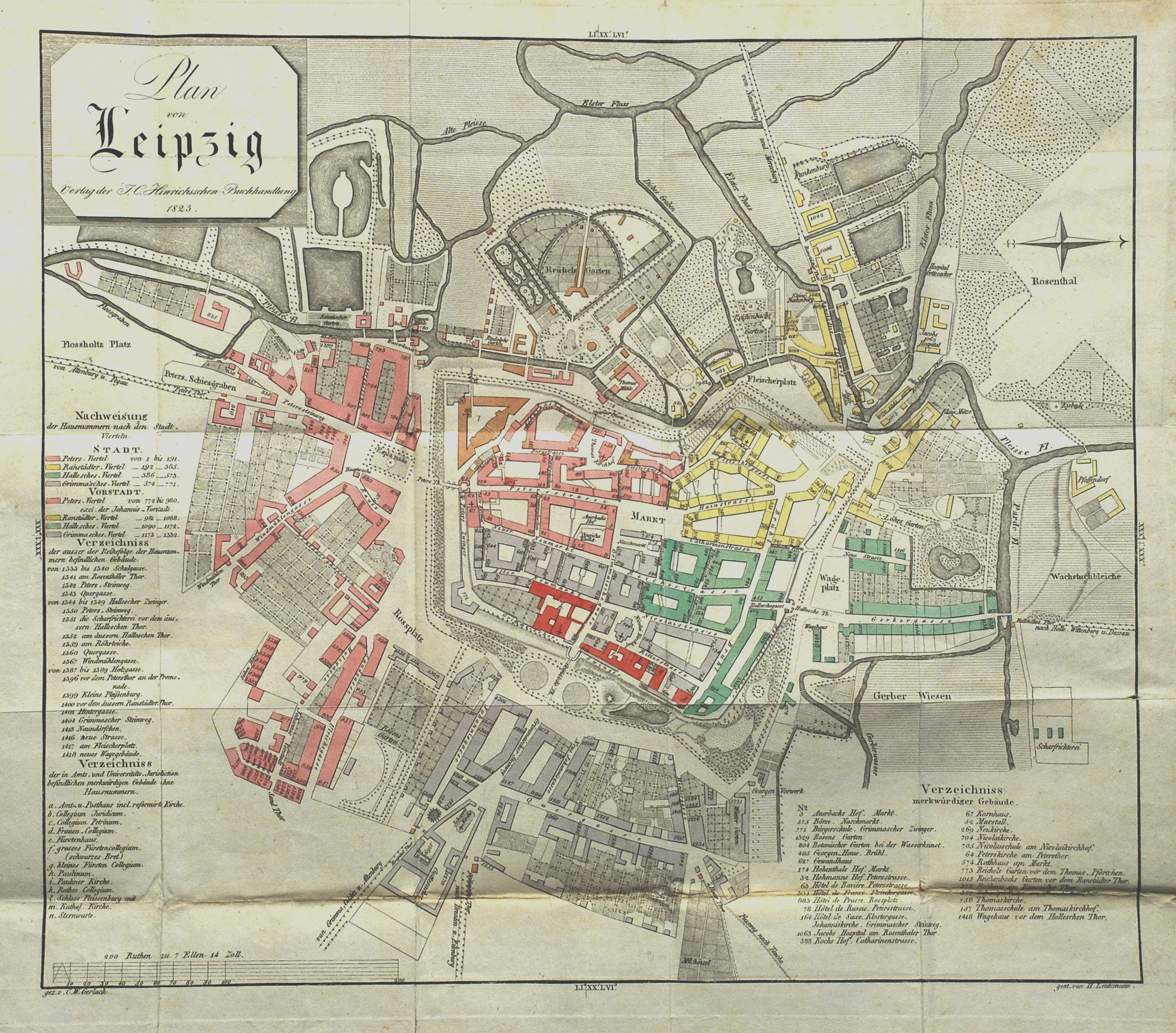
Der Brühl um 1823 (Norden ist rechts)

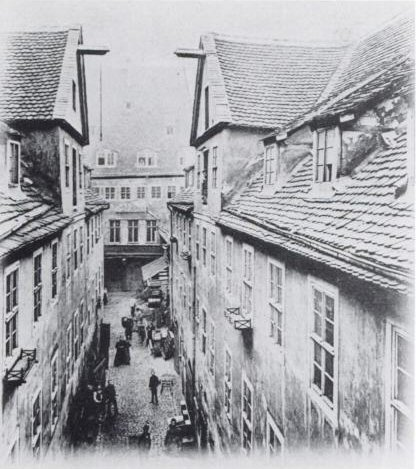
Einer der typischen „Höfe“, hier Brühl 13 „Zur Grünen Tanne“,
einige Zeit im Besitz des Völkerkundlers Moritz Lazarus

Der Brühl, der über lange Zeit die jüdischen Messegäste beherbergt hatte, wurde zum Mittelpunkt eines ganzjährigen Rauchwarenhandels. Dem Griechen Constantin Pappa (1819) folgten Kaufleute deutscher und anderer Nationalität. Trotzdem war weiterhin ein Großteil der damaligen Bedeutung des Brühls auf die internationalen Verbindungen der jüdischen Branchenmitglieder zurückzuführen. Während die Leipziger Messe sich immer mehr zur Mustermesse veränderte, war das für den Pelzhandel mit seinen individuellen Produkten kaum möglich, der Käufer wollte die Ware sehen und in die Hand nehmen, allenfalls der Konfektionär konnte eine annähernd gleichbleibende Ware anbieten. Damit war der Weg für den raschen Aufschwung des Brühl mit seinen großen Felllagern frei. Zu den Fellhändlern kamen nun auch die Kürschner und die Büros der Pelzveredler, die ihre Gerbereien und Färbereien alle außerhalb an fließenden Gewässern hatten. 1815 gab es nur zwei Rauchwarenhändler auf dem Brühl, 1875 aber schon 70, das waren mehr als der Brühl Häuser hatte.
|  |  |

Der erste jüdische Bankier Leipzigs war de facto Joel Meyer auf dem Brühl 25. Er hatte dort schon jahrzehntelang ein „Büro“, als sein Bankhaus 1814 durch den russischen Stadtkommandanten Oberst Prendel konzessioniert wurde. Diesem verdankte auch Isaak Simon auf Brühl 39 seine Zulassung. Offiziell gab es vor den Befreiungskriegen nur die jüdische Bank von Adolph Schlesinger & Jakob Kaskel, Brühl 34. Nach sieben Jahren trennten sich die Teilhaber; aus der Dresdner Niederlassung entstand die Dresdner Bank.
1820 wurde mit den Psalmen von Giacomo Meyerbeer der Tempel Beth Jacob im Leipziger Paulinum eingeweiht. Bis dahin hatten die Brodyer Juden eine Betstätte im Quartier des Messmaklers Marcus Harmelin im „Blauen Harnisch“, Brühl 71.
Mit dem Bau der ersten wirtschaftlich bedeutsamen Eisenbahnstrecke zwischen Dresden und Leipzig im Jahre 1837 wuchs Leipzigs Bedeutung als überregionaler Handelsplatz. Gleichzeitig expandierte die Pelzbranche und der ihr zuliefernde Großhandel rund um den Brühl. Möglich wurde dieser Aufschwung durch die zunehmende Spezialisierung und, sehr entscheidend, durch die Erfindung der Pelznähmaschine. Besonders Fellhändler, die sich auf den Fernhandel spezialisiert hatten, sowie Tuch- und Modehändler konnten in ihren Geschäftsräumen und -häusern am Brühl jetzt auch außerhalb der Messezeiten gute Geschäfte machen und zu Wohlstand oder sogar Reichtum gelangen. Zunehmend veränderte der Brühl sein Gesicht, alte Gasthöfe wichen Lagern der Pelzhändler sowie Werkstätten und Verkaufsräumen der Kürschner.
Für die ersten nennenswerten Veränderungen sorgte Moritz Schreber, bekannt geworden als „Vater der Kleingärten“. Er ließ 1844 auf Brühl 65 eine Rauchwarenhalle erbauen.
Nach 1860 änderte der Brühl sein Gesicht, er wurde zu einer modernen Ladenstraße umgebaut. Dabei wurde die für Leipzig typische Struktur mit ihren Innenhöfen und Durchgängen bewahrt. Nach Abschluss der Arbeiten vor dem Ersten Weltkrieg hatte sich der Brühl in ein repräsentatives Geschäftsviertel verwandelt.
August Lieberoth gründete 1861 ein Bank- und Speditionsgeschäft (Bankhaus August Lieberoth) am Brühl 7–9. Beide Geschäfte blieben in Familienbesitz, bis 1947 das Bankhaus abgewickelt und 1953 der Speditionsbetrieb enteignet wurde.

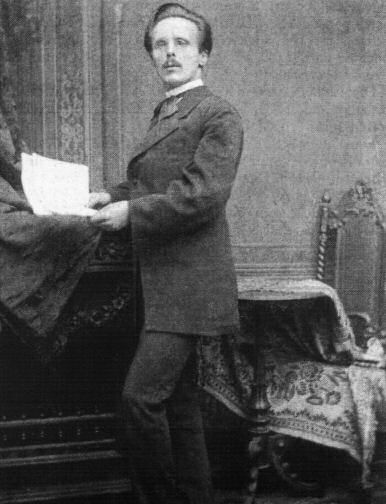
Karl May um 1875

Eine Begebenheit besonderer Art spielte sich am 20. März 1865 am Brühl ab. Dazu aus einem Polizeiprotokoll: „Der Kürschnergeselle Otto Erler sagt aus: Derselbe (gemeint ist Karl May, der spätere Autor von Winnetou und Old Shatterhand) sei (unter dem Namen Hermin) nachmittags in das Geschäftslokal, wo nur Erlers Schwiegermutter nachmittags anwesend gewesen, Brühl Nr. 73 gekommen, habe einen Biberpelz mit Biberfutter und desgleichen Aufschlag und schwarzem Tuchüberzug für 72 Taler gekauft und den Auftrag gegeben, den Pelz in seine Wohnung bei Frau Henning zu tragen. Dies habe Erler auch getan, habe den angeblichen Hermin angetroffen, demselben den Pelz übergeben und nun auf Zahlung gewartet. Hermin sei damit zur Stube hinaus gegangen, um den Pelz seinen Wirtsleuten zu zeigen, jedoch nicht wiedergekommen.“ Karl May versetzte den Pelzmantel auf dem Leihhaus für zehn Taler. Zusammen mit anderen Vergehen wurde er zu 49 Monaten Arbeitshaus verurteilt, von denen er dreieinhalb Jahre im Arbeitshaus Schloss Osterstein verbüßte.
Im Kellerlokal „Zur Guten Quelle“ am Brühl stand Mitte des 19. Jahrhunderts der sogenannte Verbrechertisch. Hier trafen sich Politiker und Gelehrte, die mit dem damaligen System in Konflikt geraten waren. Es galt in oppositionellen Kreisen jedoch durchaus als Ehre, dort eingeladen zu werden. Bedeutende Namen sind in die Tischplatte eingeritzt, die sich im Stadtgeschichtlichen Museum befindet. Es saßen dort unter anderem der Naturforscher Alfred Brehm und der Politiker August Bebel, vermutlich auch Wilhelm Liebknecht.
Errichtet wurde das offiziell ebenfalls „Gute Quelle“ genannte Geschäftshaus von den Pelzhändlern E. und G. Lomer (1876; s. Bild). Das Gebäude mit der neugotischen Fassade erhielt von den Leipzigern jedoch den Spitznamen „Pelzkirche“. Die Betreiber des Restaurants mit der dort befindlichen Bühne wechselten mehrfach, 1921 befand sich hier beispielsweise die „Blaue Maus“ (Inhaber Mielke), 1929 hieß es „Platz’l“ (Inhaber Max Schütze) und umfasste 900 Plätze.

### Blütezeit und Krisen

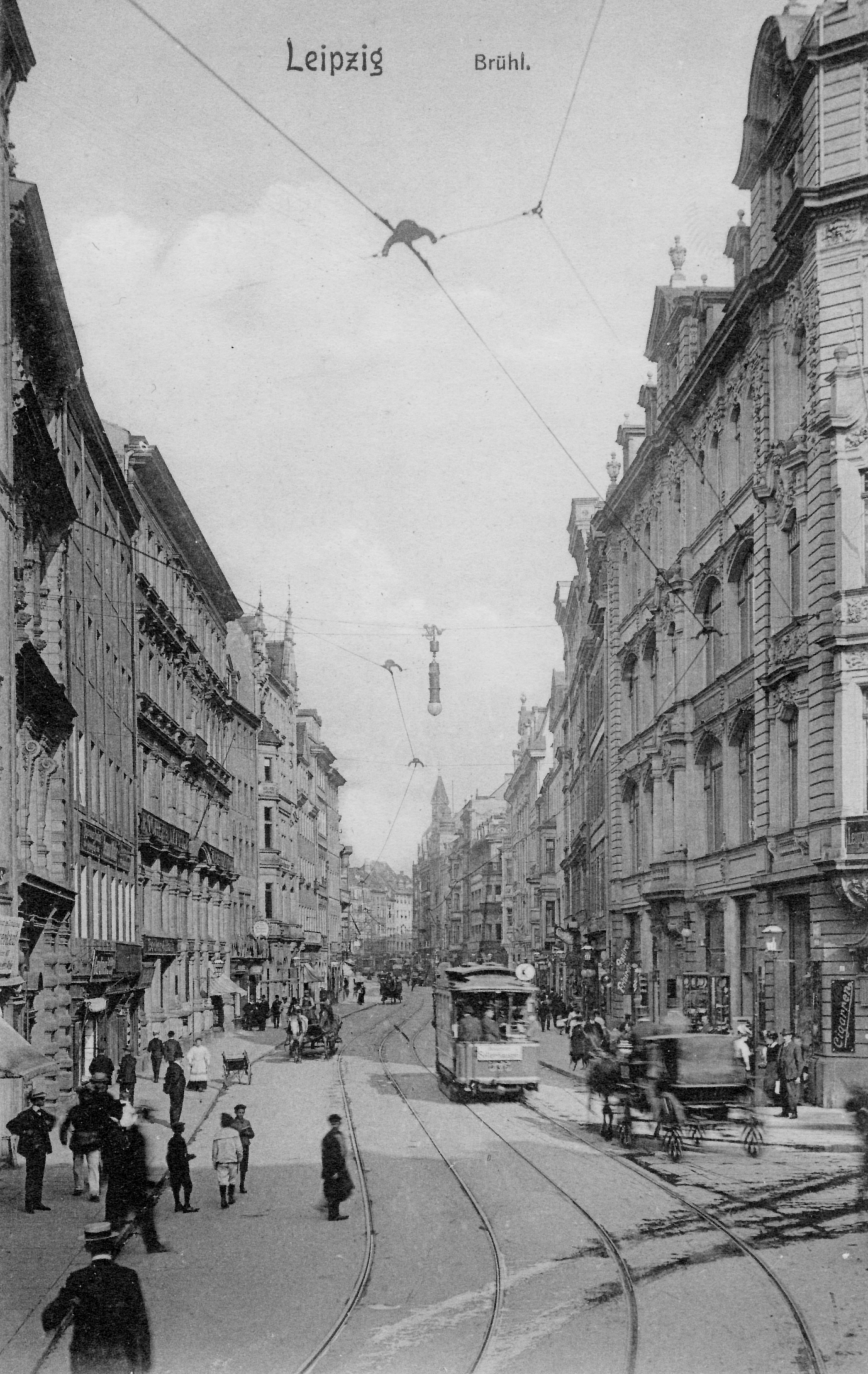
Brühl um 1904 mit der Lindenauer Straßenbahnlinie

Der Brühl, Kreuzung Nicolaistraße um 1912

1870 erwarb die Allgemeine Deutsche Creditanstalt (ADCA) das am Ost-Ende vom Brühl gelegene Waisenhaus St. Georg für 370.770 Goldmark. Das Gebäude befand sich in einem maroden Zustand und wurde 1872 abgerissen. Dadurch wurde der Brühl nach Osten hin geöffnet und an die Goethestraße angebunden. Die Hauptfront des von der ADCA errichteten Geschäftsneubaus lag auf der Goethestraße. Emil Franz Hänsel gewann 1933 zusammen mit J. Schilde die Ausschreibung für eine Überbrückung des Brühls. Die kastenförmige Brücke verband die Gebäude der Allgemeinen Deutschen Creditanstalt.
Durch die Leipziger Pferde-Eisenbahn wurde 1882 die Linie „Lindenauer Straßenbahntrasse“ über den gesamten Brühl verlegt. Ab 1897 wurde die Strecke dann durch das Nachfolge-Unternehmen, die „Große Leipziger Straßenbahn“, elektrifiziert. Die Strecke existierte bis 1964.
In den Jahren um 1900 konnte Leipzig als Mittelpunkt des Rauchwarenhandels der Erde bezeichnet werden, um 1913 wurde rund ein Drittel der „Welternte“ an Rauchwaren über Leipzig gehandelt. Typisch war der Geruch am Brühl, hervorgerufen durch Konservierungsmittel wie Campher und Naphthalin sowie den süßlichen Duft der rohen Felle. Charakteristisch für das Flair auf dem Brühlteil, auf dem der Fellhandel florierte, war auch das rege Treiben auf der Straße und in den Höfen. Die Ausspannhöfe erstreckten sich in der Regel durch den ganzen Häuserblock, so dass die Pferdegespanne, ohne zu wenden, die Ware anliefern und auf der gegenüberliegenden Seite wieder hinausfahren konnten. Einige der Hofetagen hinter dem Brühl und der Reichsstraße waren mit prächtigen hölzernen Galerien versehen. Nach 1900 dienten die Hofgalerien weniger der Entspannung, sondern wurden vor allem zum Ausklopfen der Pelze benutzt, um diese zu entstauben und vor allem vor Mottenbefall zu schützen. Die Wände der Höfe waren häufig blau gestrichen, die blaustichige, „blaue“ Winterware wird in der Pelzbranche höher bewertet als die vor- oder nach der Saison angefallenen „roten“ Felle.
Sogenannte Markthelfer schoben auf Stechkarren große, in Flechten (große Körbe) gepackte Warenmengen, von Hof zu Hof oder luden sie auf Lieferwagen, die sie zu den Veredlungsbetrieben in der Umgebung Leipzigs brachten. Händler in ihren typischen langen weißen Kitteln versuchten ihre potenziellen Kunden abzufangen, bevor sie womöglich in den Lagern der Konkurrenz verschwanden. Vor allem traf man sich dort zu einem Gespräch, dem „Stehkonvent“, allgemein herrschte ein freundschaftlicher Ton, schließlich machte man auch untereinander Geschäfte. Nicht nur bei schlechtem Wetter saß man in den umliegenden Cafés und Gaststätten, wie dem „Reichskanzler“ (Brühl/Ecke Goethestraße) und später in der „Goldenen Kugel“ und im „Café Küster“ (beide Richard-Wagner-Straße) sowie in dem koscheren „Restaurant Zellner“ (Nikolaistraße). Nachdem in der zweiten Hälfte des 19. Jahrhunderts viele Kürschnergeschäfte eröffnet hatten, ähnelte der Brühl einem Basar. Auf der Straße wiesen fast vor jedem Haus aufgehängte Fellbündel auf die Profession der Bewohner hin. In den 1860er und 1870er Jahren war zur Messezeit ein zeitweise als lebensgefährlich empfundener Verkehr, die Ostermesse dauerte beachtliche sechs Wochen. Wenn ein Wagen in der Nähe der Nicolaistraße den Brühl passieren wollte, musste oft ein Polizeidiener erst Platz schaffen. Besonders auffallend waren die damals noch „malerisch“ gekleideten Griechen und die „alttestamentarischen Kaftanträger“ aus Russland. Aber auch Armenier, Engländer, Franzosen und andere waren zahlreich vertreten.
Gloecks Haus entstand 1909/1910 auf dem Brühl 52, Ecke Nikolaistraße. Vorher stand an dieser Stelle das Gasthaus „Zum Walfisch“. Der Leipziger Architekt Otto Paul Burghardt errichtete das Haus für den Pelzhändler Richard Gloeck. Die Fassade aus Muschelkalk zieren Plastiken von Völkerschaften aller Erdteile als Symbole des weltweiten Rauchwarenhandels. Im Volksmund hatte das Haus den Namen „Chinchilla-Haus“. Das Gebäude wurde 1996 saniert.
1909 wurde der „Gasthof zum Strauß“ abgerissen. Die entstandene Lücke ermöglichte die Weiterführung der Nikolaistraße zum Hauptbahnhof.
Pfadfinder konnten 1914 ihre Pfadfinderausrüstung nur im Herren- und Knaben-Modehaus Hollenkamp & Co. (Brühl 32 / Ecke Reichsstraße) gegen Abgabe einer Bescheinigung kaufen. Bis 1914 war der alte Brühl verschwunden und durch Neubauten und eine moderne Straßenführung ersetzt.
Der Brühl war inzwischen nicht nur ein Großhandelsplatz für Pelzfelle, sondern auch ein Zentrum für den privaten Pelzeinkauf. In einer Londoner Fachzeitschrift findet sich 1926: „Den Brühl mit seinen schönen Pelzläden halte ich für das schönste Pelzviertel Europas“. Nachdem das Berliner Messeamt 1926 eine deutsche Pelz-Fachausstellung in der Funkhalle am Berliner Funkturm organisiert hatte, begannen Vertreter der Stadt Leipzig, vom Brühl und vom Leipziger Messeamt eine in der weltweiten Rauchwarenbranche nie vorher da gewesene Pelzschau zu planen. Im Brühl Nr. 70 bezog 1928 der „Verein für die Durchführung der Ausstellung“  Quartier. Bedingt durch die Weltwirtschaftskrise von 1929 wurde die Internationale Pelz-Fachausstellung (IPA) erst am 31. Mai 1930 eröffnet. Der Großteil der IPA lag zwar auf angemietetem Messegelände, aber auch der Brühl bot zahlreiche Attraktionen. Schauwerkstätten, historisch eingerichtete Hinterhöfe, Sonderausstellungen wie die von Valerian Tornius und Rudolf Saudek gestaltete Ausstellung Pelzmode im Wandel der Jahrhunderte begeisterten nicht nur das Fachpublikum. Bis zum 30. September 1930 war der Brühl eine naturgetreue Nachbildung längst vergangener Zeiten: „Der Rote Ochse“, die „Drei Schwäne“, ein Speditions- und Packhof, die alten Steinpflasterungen bis hin zum Markenzeichen der alten Pelzhändler und Fellbündel vor den Eingängen der Pelzhandelshäuser. Leider fiel die Ausführung voll in die schlimmste Zeit der Weltwirtschaftskrise, der Besuch war mit etwa einer Million Besucher nur halb so hoch wie erwartet. Auch besuchten die Leipziger die Ausstellung nicht, „sie sagten ‚wenn mer Felle sähn wollen, gähn mer uff den Brühl, das kost’ gar nischt‘“.
Die größte Dichte erreichte der Brühl mit 794 Rauchwarenhandlungen im Jahr 1928, durchschnittlich sieben je Haus. Der sogenannte „Stumme Portier“ zeigte auf übereinander angebrachten Emailleschildern allein im „Blauen Hecht“, der postalisch zur Nikolaistraße zählt, 34 Pelzbetriebe an. Damit hielt dieses Haus zwar den Rekord, aber 20 Firmen und mehr unter einem Dach waren keine Seltenheit. Wohl kaum einer der kleinen Händler hatte hier auch gleichzeitig seine Wohnung. Die Familien der umsatzstärksten jüdischen Rauchwarenhändler lebten beispielsweise im südlichen Gohlis, im Waldstraßen- und im Musikviertel.
1926 bis 1930 hatte der Brühl seinen Weltruf nach den schweren Zeiten des Ersten Weltkriegs und der anschließenden Inflation zurückerobert. Mit einem Rohwarenumsatz von 500 bis 600 Millionen Reichsmark beherrschte er in dieser Zeit etwa 30 bis 35 Prozent des Weltmarkts. Das Jahr 1931 jedoch wurde durch die anhaltende Weltwirtschaftskrise zu einem Pleitejahr für viele Pelzhändler. Mit Warenverlusten von 40 bis 50 Millionen Reichsmark mussten etwa 30 Prozent der Händler ihr Geschäft aufgeben. Besonders die Devisenkontrollen machten vielen Pelzhändlern zu schaffen. Schon 1930 erhielt die Gebrüder Assuschkewitz AG am Brühl 74 von der Deutschen Bank keine Kredite mehr ohne dingliche Absicherung. 1934 konnte die Firma einige Hypothekendarlehen aufnehmen, bis ihr 1935 kein Bankkapital mehr zur Verfügung stand. Die Firma von D. Biedermann, der als der bei weitem reichste Mann am Brühl galt, wurde nach seinem Tod 1931 liquidiert, die Chaim Eitingon AG nach dem Tod des Eigners 1932 aufgelöst. Der Firma Allalemjian & Mirham wurden 1934 alle Kredite bei der Deutschen Bank gekündigt. Selbst das alte, traditionsreiche Pelzhandelshaus Lomer musste die Liquidation anmelden. Trotzdem lauteten die Eingangsworte eines Berichts, in dem die Stabilität der Leipziger Pelzindustrie erhärtet wurde: Der Brühl im Sturm bleibt auch im Sturm der Brühl.

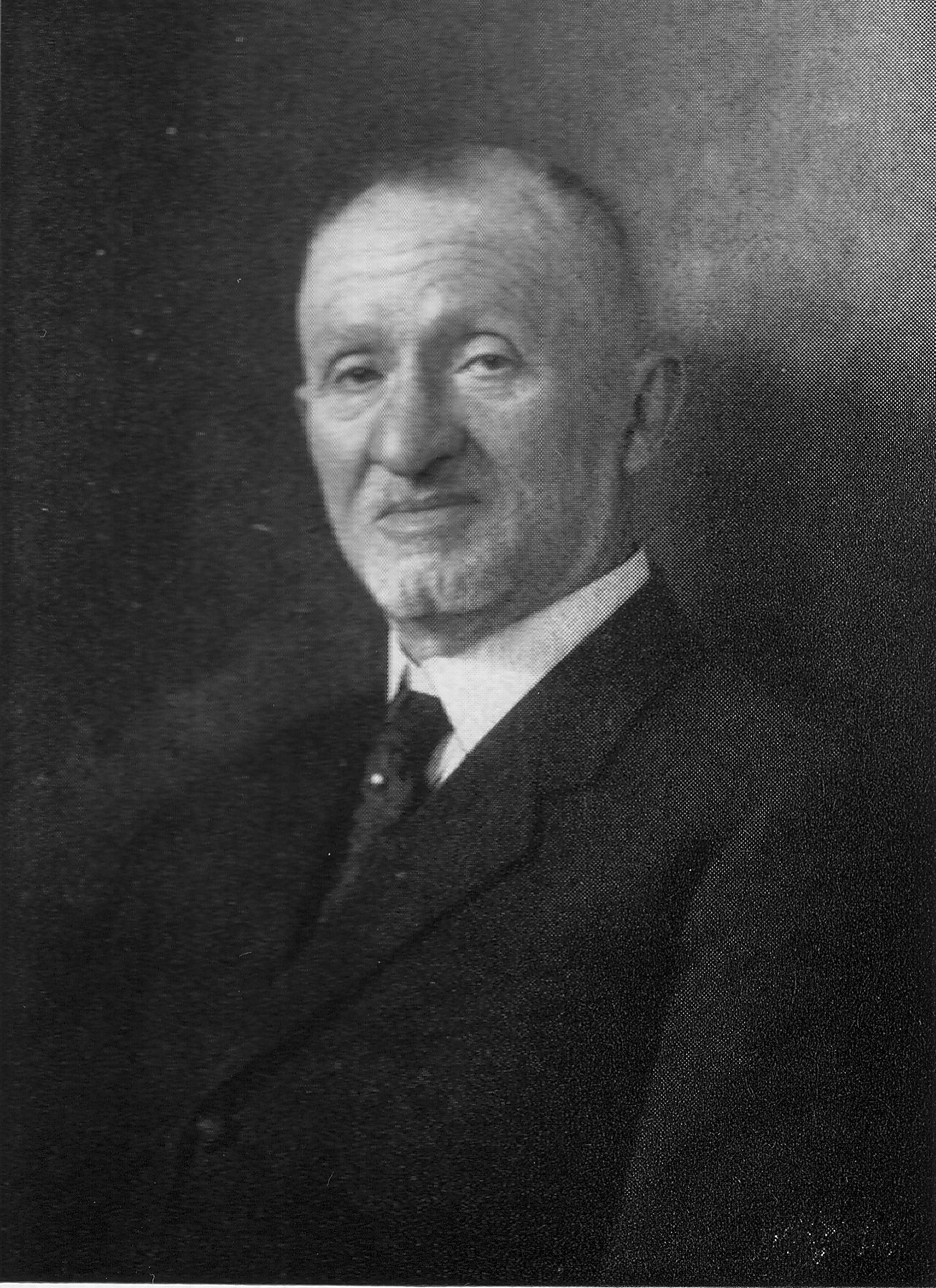
Chaim Eitingon, „Pelzkönig“ vom Brühl und Mäzen

### Zweiter Weltkrieg und DDR-Zeit

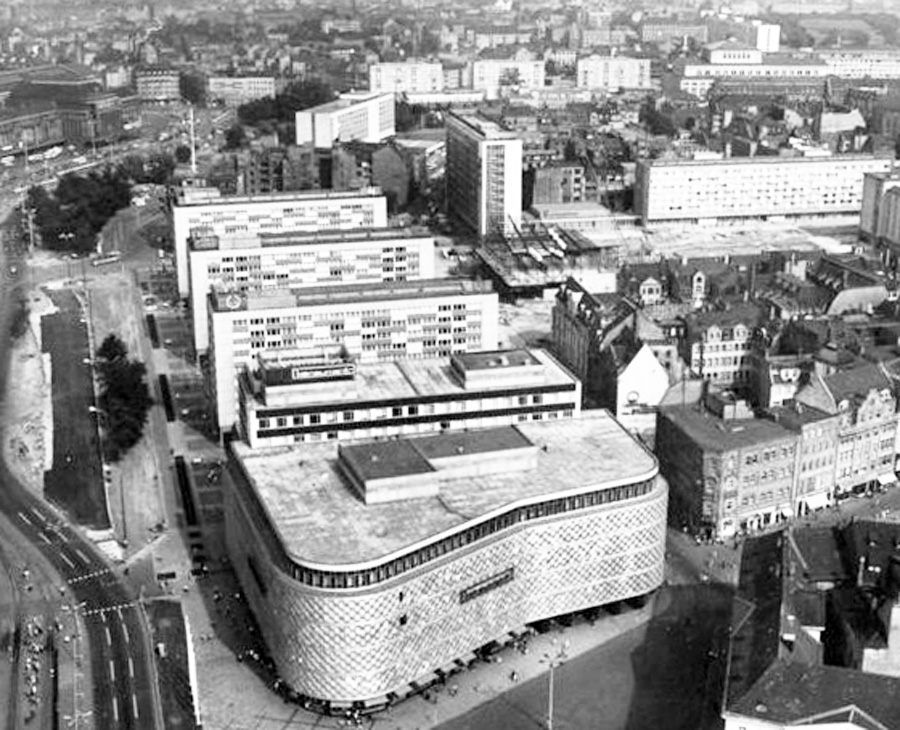
Ansicht des Brühls mit dem „Konsument-Kaufhaus“, dahinter die Wohnhochhäuser

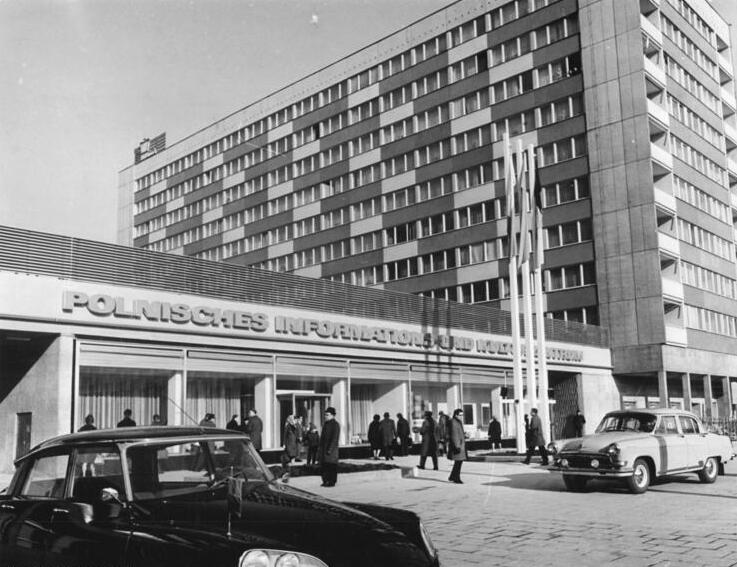
Polnisches Informations- und Kulturzentrum 1969

Am 4. Dezember 1943 brannte der Brühl nach dem schwersten Bombenangriff des ganzen Krieges britischer Flieger fast restlos nieder, obwohl es kaum Treffer in diesem Gebiet gab. Der Brand griff jedoch auf die Brühl-Höfe über und wütete bis zum 15. Dezember 1943. Nur neun Gebäude überstanden das Inferno. Die Nordseite zwischen Nikolaistraße und Goethestraße wurde ganz zerstört, die wenigsten Schäden gab es auf der Südseite. Die in den Kellern in Sicherheit gebrachten Warenvorräte wurden durch einen Rohrbruch vernichtet. Nach dem Ende des Krieges gab es von den ehemals 794 Rauchwarenhandlungen noch 170, die sich in der Nachbarschaft des Brühls, vor allem in Oelsners Hof auf der Nikolaistraße zusammendrängten.
Nachdem der Brühl baulich wie wirtschaftlich verwüstet war, schien ein Neuanfang zunächst unmöglich. Die neue politische Lage machte es notwendig, Beziehungen zu neuen Lieferanten und Kunden zu erschließen. Felle waren schwierig zu bekommen, da aufgrund der schlechten wirtschaftlichen Lage mehr Wert auf die Fleischproduktion gelegt wurde. Seit 1946 wurde die Organisation des Rauchwarenhandels von der Deutschen Handelszentrale Textil-Niederlassung Rauchwaren in der Nikolaistraße 36 geleitet. VEB Stadtpelz, ein Kommunal-Wirtschafts-Unternehmen der Stadt Leipzig hatte 1950 seine Räume auf dem Brühl 54. Trotz aller Probleme kam es im Februar 1958 zur Gründung des Außenhandelsunternehmens Deutsche Rauchwaren-Export- und -Import-GmbH in der Nikolaistraße, später umbenannt in Interpelz. Schon vor dem Krieg gab es Überlegungen, den Brühl durch den Bau eines alle gemeinsame Funktionen aufnehmenden Gebäudes zu entlasten. Das zehngeschossige Haus der Interpelz am Brühl (Hochhaus Brühlpelz) wurde jedoch erst zu DDR-Zeiten verwirklicht und 1966 eingeweiht. Seit 1967 stellte die Rauchwarenindustrie der DDR in einem dahinterliegenden Messehaus, dem Kongressgebäude Brühlzentrum am Sachsenplatz, ihre Erzeugnisse aus. 1960 fand die erste Leipziger Rauchwarenauktion nach dem Zweiten Weltkrieg statt (ab 1968 im Brühlzentrum). Der Brühl hatte jedoch seinen Ruf als „Weltstraße der Pelze“ endgültig verloren.
Die meisten Pelzbetriebe gingen in die aufblühende Bundesrepublik, wo mit dem beginnenden Wirtschaftswunder der Pelzumsatz jährlich zweistellige Zuwachsraten erzielte und die Bundesrepublik für längere Zeit zum Pelzkonsumland Nr. 1 wurde (heute Russland). Insbesondere in Frankfurt am Main  bildete sich rund um die Niddastraße ein neues Pelzzentrum mit beinahe ähnlicher Ausstrahlung, lange Zeit von der Branche und auch heute noch gelegentlich als der „Brühl“ bezeichnet. Das Charakteristische dort war lange noch der neu entstandene Dialekt des sächsischen „Frankforterisch“.

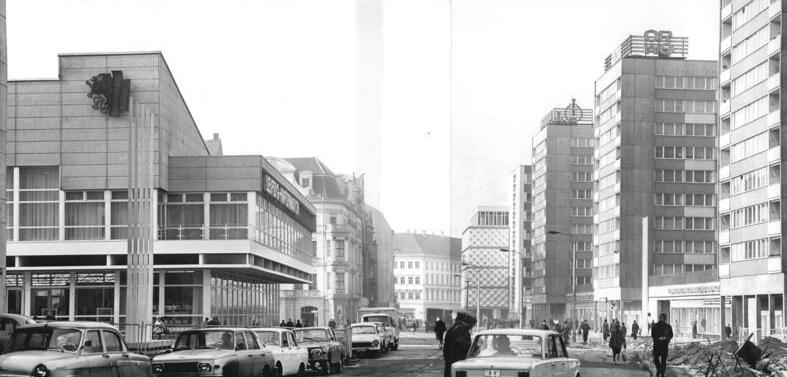
Brühl mit Wohnhochhäusern und „Leipzig-Information“ 1970

Ende der 1950er Jahre gab es Pläne, moderne Lückenbauten, die sich in ihrer Fassadenstruktur an die historische Bebauung anlehnten, zwischen die nach dem Zweiten Weltkrieg übriggebliebenen, teilweise bereits wiederhergestellten alten Gebäude einzufügen. Die Pläne wurden jedoch nicht verwirklicht und die Reste der Altbebauung, u. a. das Messehaus Union im nordwestlichen Teil abgebrochen.
Am östlichen Ende vom Brühl, wo bis 1943 das Geschäftshaus der ADCA gestanden hatte, entstand 1963 unter Hinzunahme weiterer Grundstücke in der Richard-Wagner-Straße 3–6 das Interhotel Stadt Leipzig. Das Hotel hatte seine Front in Richtung Hauptbahnhof. Der noch vom Krieg stark beschädigte „Große Blumberg“ wurde 1963/64 unter der Mitwirkung des Instituts für Denkmalpflege Dresden und Volker Sieg in seiner historischen Gestalt wiederhergestellt. Im Erdgeschoss wurde das „Cafe am Brühl“ (auch Gasthaus „Zur Neuberin“) eingerichtet.
In der Zeit von 1966 bis 1968 wurden drei zueinander parallele, aber zum Brühl querstehende zehngeschossige Wohnhochhäuser auf der nördlichen Seite vom Brühl errichtet, die durch eingeschossige Flachbauten miteinander verbundene kleine Innenhöfe bildeten. Die Anbindung zur Plauenschen Straße wurde dabei überbaut. Auf dem angrenzenden Sachsenplatz wurde 1969 das eigenwillig gestaltete Gebäude der Leipzig-Information eröffnet. In diesem Gebäude befanden sich neben gastronomischen Einrichtungen wie der „Mocca-Bar“ auch Räume für repräsentative und kulturelle Anlässe. Gegenüber auf dem Brühl wurde am 5. Februar 1969 das Polnische Informations- und Kulturzentrum eröffnet. Ziel derartiger Einrichtungen war neben dem Austausch der Kulturen die politische Bildung. Hier sollten sich DDR-Bürger davon überzeugen, dass die Volksrepublik Polen festes Mitglied des sozialistischen Staatenblocks war.

### Nach der Wende

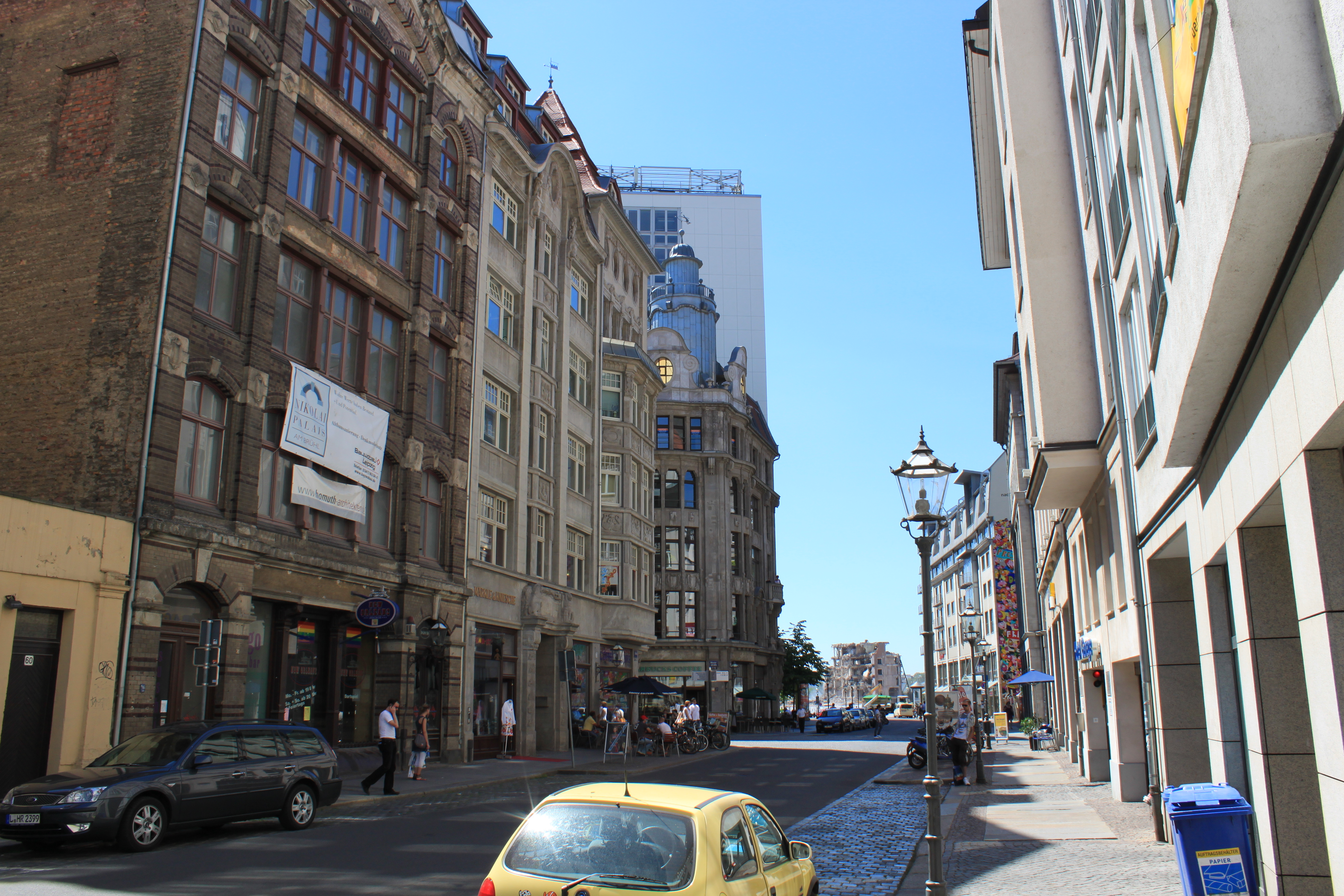
Brühl, Ecke Nikolaistraße

1993 sorgte in Leipzig die Diskussion um den Abgabepreis für Oelßners Hof (Ritterstraße, früher Quandts Hof), ehemals Mittelpunkt des Leipziger Pelzzentrums, für Schlagzeilen. Diese Passage mit 3400 Quadratmetern, die früher einmal der Rauchwarenhändlerfamilie Thorer gehörte, wollte die Familie der damaligen Besitzer neuerwerben. Der Stadtkämmerer vereinbarte einen Preis von 20,5 Millionen DM, Schätzungen des Marktwerts gingen bis zu 50 Millionen DM.
Das Gebäude der Leipzig-Information auf dem Sachsenplatz wurde nicht mehr genutzt, so dass man 1996 den Abriss und die Neubebauung des Platzes beschloss. Es entstand von 1999 bis 2004 ein kubusförmiger Neubau des Museums der bildenden Künste. Der Leipziger Pop-Art-Künstler Michael Fischer-Art verhüllte anlässlich der Fußball-Weltmeisterschaft 2006 die Wohnhochhäuser am Brühl mit einer bunten Pop-Art-Folie. Ein weiteres Kunstwerk von Michael Fischer-Art ist die etwa 3000 m² Wandbemalung an der Giebelwand der Brühl-Arkade.
Die nach dem Zweiten Weltkrieg noch erhalten gebliebenen Gebäude auf der Südseite des Brühls zwischen Richard-Wagner-Platz, Katharinenstraße und Reichsstraße bis Ritterstraße, wurden in den 1990ern saniert und einige Baulücken durch Neubauten geschlossen. An der Ritterpassage entstand 1996 das „Forum am Brühl“. Der siebengeschossige Gebäudekomplex aus Sandstein und Granit bietet mit einer Gesamtfläche von circa 27.000 Quadratmetern Büros, Praxen und Geschäften mit über 11.000 Quadratmetern Platz. 1998 entstand auf dem Brühl 33 (ehemals Schwabes Hof), Ecke Am Hallischen Tor, das Marriott Hotel mit der Brühl-Arkade nach Entwürfen der Planungsgruppe Wittstock und Partner aus Hannover.
Nach dem Ende der DDR gab es neue Ideen, den Brühl umzugestalten. 1999 rief man eine „Planungswerkstatt“ ins Leben, bei der mehrere Architektenbüros Ideen und Konzepte entwickeln konnten. Ein Vorschlag des Architektur Raum e. V., die Wohnhochhäuser zu erhalten und modernen sozialen Wohnraum zu schaffen, konnte sich jedoch nicht durchsetzen. Geplant wurde nun die Errichtung eines innerstädtischen Einkaufszentrums mit anteiligen Wohnnutzungen. Der westliche Bereich des neuen Gebäudekomplexes ist inzwischen wieder mit der denkmalgeschützten Aluminiumwaben-Fassade des Kaufhauses Brühl (der im Volksmund sogenannten Blechbüchse) verkleidet worden.

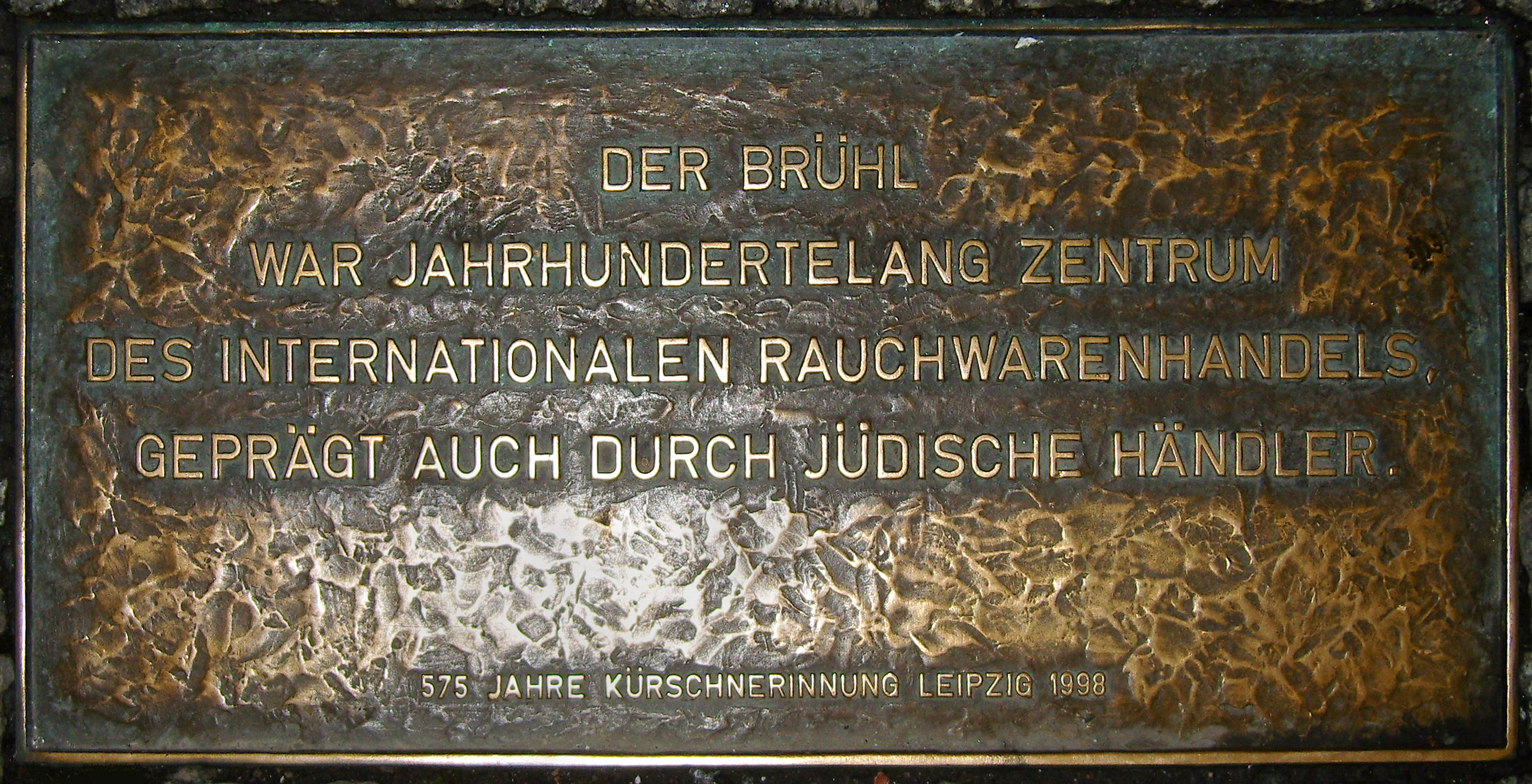
Gedenktafel, gestiftet anlässlich des 575-jährigen Bestehen der Kürschnerinnung

An der „Pelzecke“ vom Brühl wurde anlässlich des 575-jährigen Bestehens der Leipziger Kürschnerinnung am 28. August 1998 eine Gedenktafel angebracht: „Der Brühl war jahrhundertelang Zentrum des internationalen Rauchwarenhandels, geprägt auch durch jüdische Händler.“
2007 erfolgte der Abriss eines Großteils der Wohnblöcke und Geschäftsgebäude am nördlichen Brühl. 2010 wurde unter Protest von Denkmalschützern und Teilen der Bürgerschaft auch das Kaufhaus Brühl mit seiner, unter der Aluminiumfassade noch in Teilen erhaltenen, künstlerisch gestalteten ursprünglichen Fassade abgerissen. Für das Hochhaus „Brühlpelz“ war von November 2015 bis zum 15. April 2016, in der Zeit einer europäischen Flüchtlingskrise, eine Nutzung als Flüchtlingsunterkunft vorgesehen, anschließend sollte dort ein Hotel entstehen.

### Archäologische Befunde

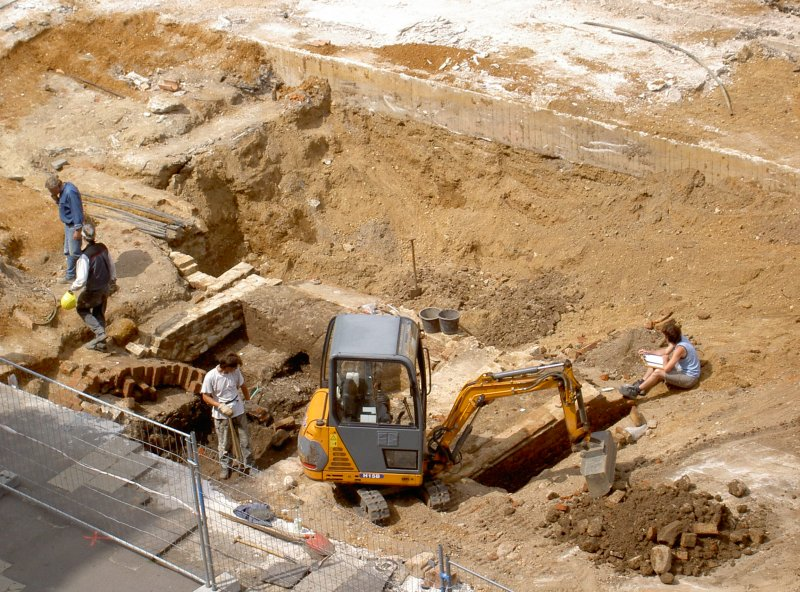
Archäologische Grabungen im August 2008

Bis 2008 war der Brühl nur wenig archäologisch erforscht. Leider wurde bei den Bauarbeiten 1966 bis 1968 am nordwestlichen Brühl keine archäologische Untersuchung durchgeführt. Stattdessen wurde beim Errichten der Hochhäuser ein großer Teil der archäologisch wertvollen Schichten bis in eine Tiefe von drei Metern zerstört. Erst nach dem Abriss der Hochhäuser im Juli 2008 konnte das Gebiet von einer Größe von 17.000 Quadratmetern untersucht werden. Nur wenige Abschnitte wiesen eine vollständig erhaltene Schichtenlage auf.
Torfschichten, welche durch regelmäßige Überflutungen entstanden, konnten bis zu einer Zeit zwischen 1290 und 1390 nachgewiesen werden. Bisher nahmen Historiker an, dass die Bebauung am Brühl gleichzeitig mit der Stadt Leipzig entstanden ist. Funde in Höhe Katharinenstraße/Plauensche Straße lassen jedoch eine lockere Bebauung schon vor der Stadtgründung vermuten, demnach wäre der Brühl neben der Hainstraße eine der ältesten Straßen Leipzigs.
Auf dem ehemaligen Grundstück Brühl 31–35 wurde neben den Resten des Hauses „Zum Heilbrunnen“ die Grundmauern eines älteren Steingebäudes aus dem 15. Jahrhundert mit den Ausmaßen von etwa 8 × 20 Metern gefunden. Dies kann durchaus als eine Sensation angesehen werden, da es in Leipzig und Umgebung kaum geeignete Steinbrüche gab und somit nur kleine Fachwerkhäuser aus Holz und Lehm üblich waren. Solche Fachwerkbauten konnten für den Brühl 27 (Lattermanns Hof) und Brühl 23 (Plauenscher Hof) nachgewiesen werden. Das Steinhaus am Brühl ist historisch nicht überliefert. Die Größe und das teure Baumaterial lassen darauf schließen, dass es sich um ein öffentliches Gebäude oder das private Haus eines wohlhabenden Leipzigers handelte.

## Straßenbild

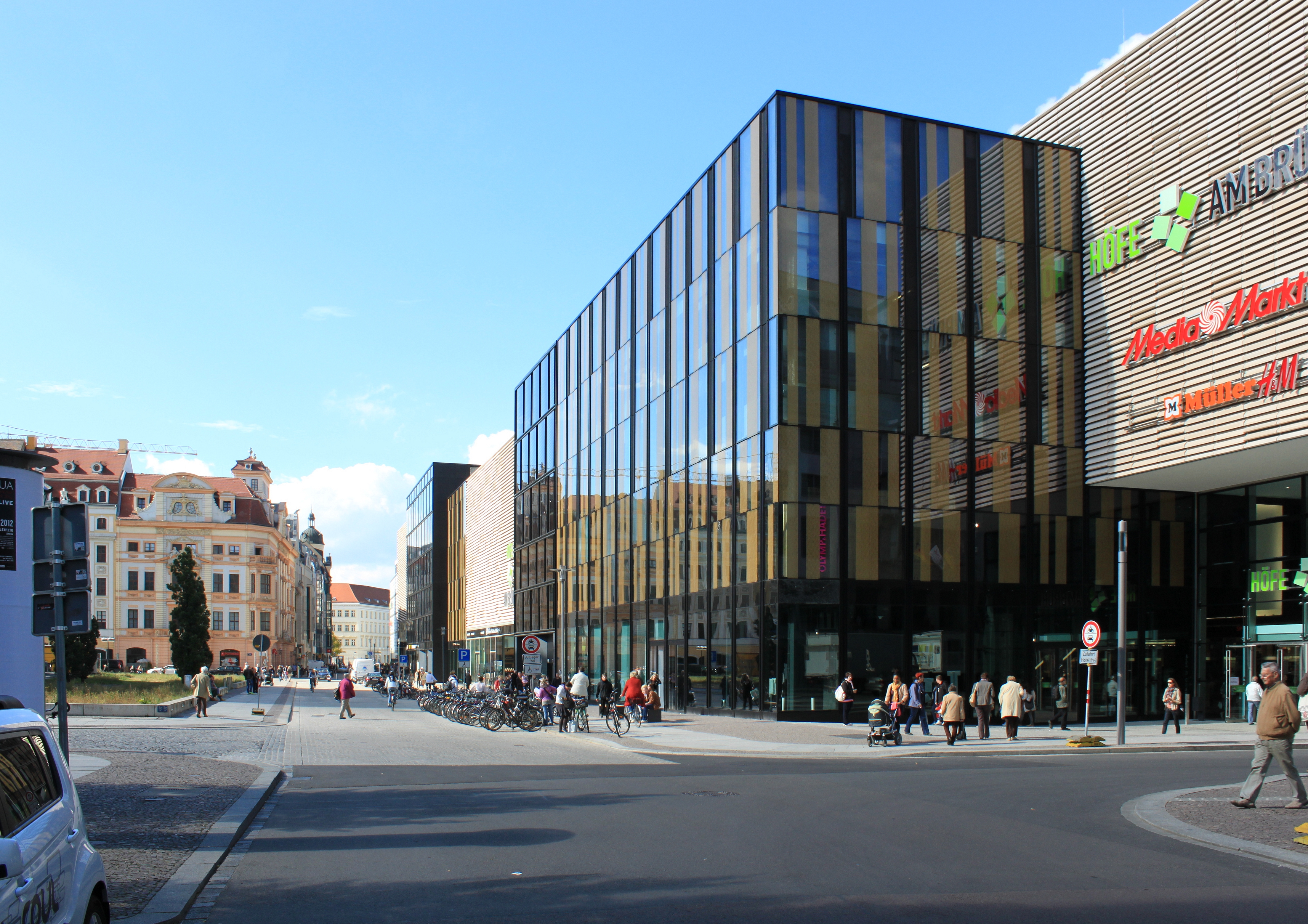
Der Brühl mit Einkaufszentrum Höfe am Brühl von der Ecke Brühl/Am Hallischen Tor aus gesehen

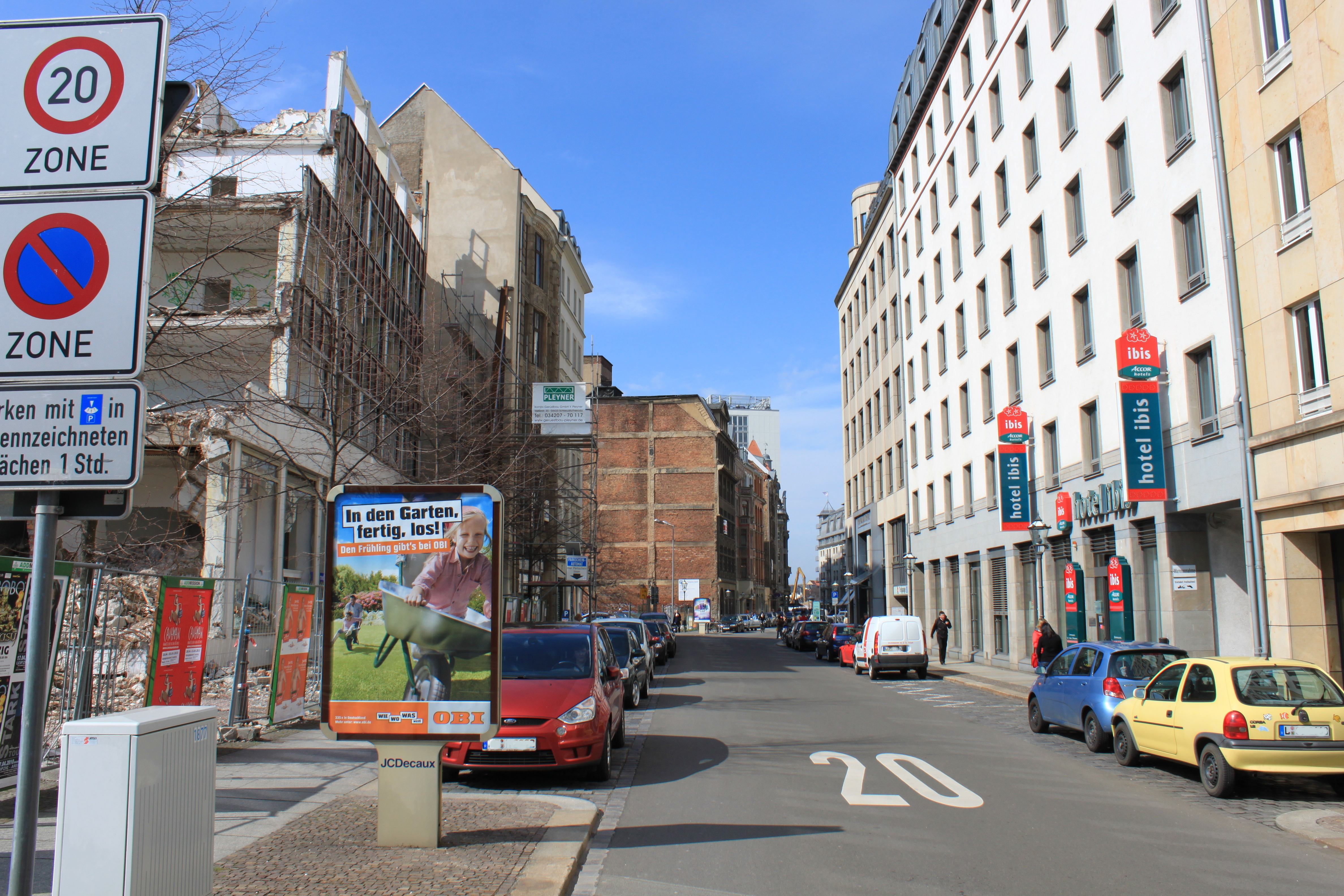
Rechts das ibis-Hotel, links nach der Bürohausruine das Haus der Rauchwarenhändler „Gebrüder Assuschkewitz“, dann das Haus „Zur Heuwaage“ und die Baulücke an der Ritterstraße

### Westlicher Teil
Der nordwestliche Teil der Straße ist durch das komplexe Einkaufszentrum Höfe am Brühl geprägt. Auf einer Fläche von etwa 22.300 Quadratmetern sind eine Handelsfläche von etwa 45.000 Quadratmetern mit 130 Geschäften, 70 Wohnungen und bis zu 820 Parkplätzen untergebracht. Im Februar 2009 bekundete der Investor des Einkaufszentrums seinen Willen, das Projekt zu verwirklichen, nachdem er sein Finanzierungsangebot zum 200-Millionen-Euro-Bauvorhaben zuvor zurückgezogen hatte.
Im Vorfeld des Bauvorhabens gab es zunehmend Zweifel über den Sinn eines Großprojektes in der Leipziger Innenstadt, da bereits ein breites Angebot bestehe und alle größeren Handelsketten in Leipzig vertreten seien. Dennoch hoffen die Händler der Innenstadt auf eine künftige Belebung, nachdem die Großbaustelle am Brühl zu einem stetigen Umsatzrückgang führte.
An der Hainspitze, dem Standort der ehemaligen Großen Tuchhalle, wurde im April 2016 ein Kaufhaus der Primark-Kette errichtet. Damit wurde diese Baulücke nach über 70 Jahren wieder geschlossen.

### Mittlerer Teil
Zwischen Reichsstraße und Katharinenstraße liegt das Museumsquartier Leipzig mit dem Museum der bildenden Künste in einem quaderförmigen Neubau. Davor steht eine das Museum umgebende Blockrandbebauung in der üblichen Traufhöhe, die den historischen Straßenverlauf des Brühl in diesem Abschnitt wiederhergestellt hat.
Das mit seiner barocken Fassade sanierte Romanushaus bildet das Eckhaus an der Katharinenstraße. Nach Südwesten binden neue oder sanierte Wohn- und Geschäftshäuser die Hainstraße an.

### Östlicher Teil
Östlich der Nikolaistraße sind vor allem sanierte Jugendstilgebäude, wie etwa „Gloecks Haus“, erhalten. Daneben befinden sich Gebäude in zeitgenössischer Postmoderne, wie das Brühl-Forum im Nordosten mit dem hotel ibis oder der Komplex Brühl-Arkade mit dem Marriott Hotel an der Ecke zum Hallischen Tor.

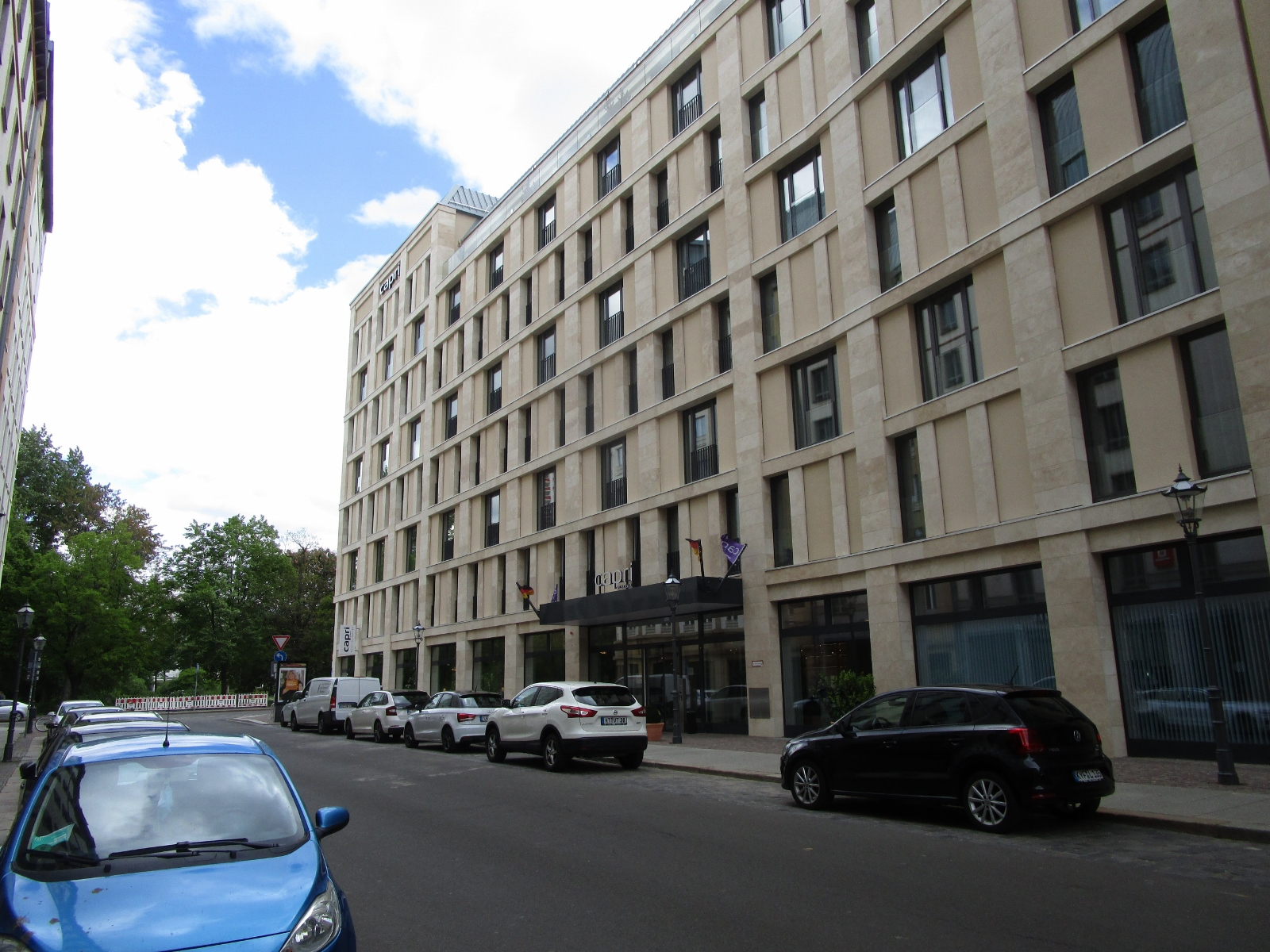
Neu errichtetes Hotel an der Ecke Brühl/Goethestraße, auf dem ehemaligen Unister-Grundstück

Die Baulücke an der Ecke Ritterstraße gegenüber dem Haus Zur Heuwaage ist in den 2010er Jahren geschlossen worden, im Zusammenhang mit der Sanierung und Entwicklung von Oelßners Hof in der Ritterstraße. Links neben Zur Heuwaage schließt das denkmalgeschützte Haus Brühl 74, ehemals „Gebrüder Assuschkewitz“, an. Auf dem folgenden Grundstück stand bis zum Sommer 2009 ein Bürobau aus den 1970er Jahren, der sich in der Goethestraße fortsetzte. Er wurde abgerissen um Platz zu machen für den Neubau der Zentrale der Unister Holding GmbH. Unister wurde insolvent, das Grundstück wurde verkauft. Seit 2021 steht hier ein neu errichtetes Hotel.

### Handel und Gastronomie
Auf dem Brühl sind neben wenigen gastronomischen Einrichtungen vorwiegend Einzelhändler, besonders an der Kreuzung zur Nikolaistraße sowie an der Südwestseite, angesiedelt. Im Nordwesten und Südosten gibt es keine oder nur wenige Geschäfte. Die Passantenströme verlaufen vorwiegend durch die Hainstraße zu den Straßenbahnhaltestellen am Tröndlinring und der Nikolaistraße Richtung Hauptbahnhof.

## Richard Wagners Geburtshaus

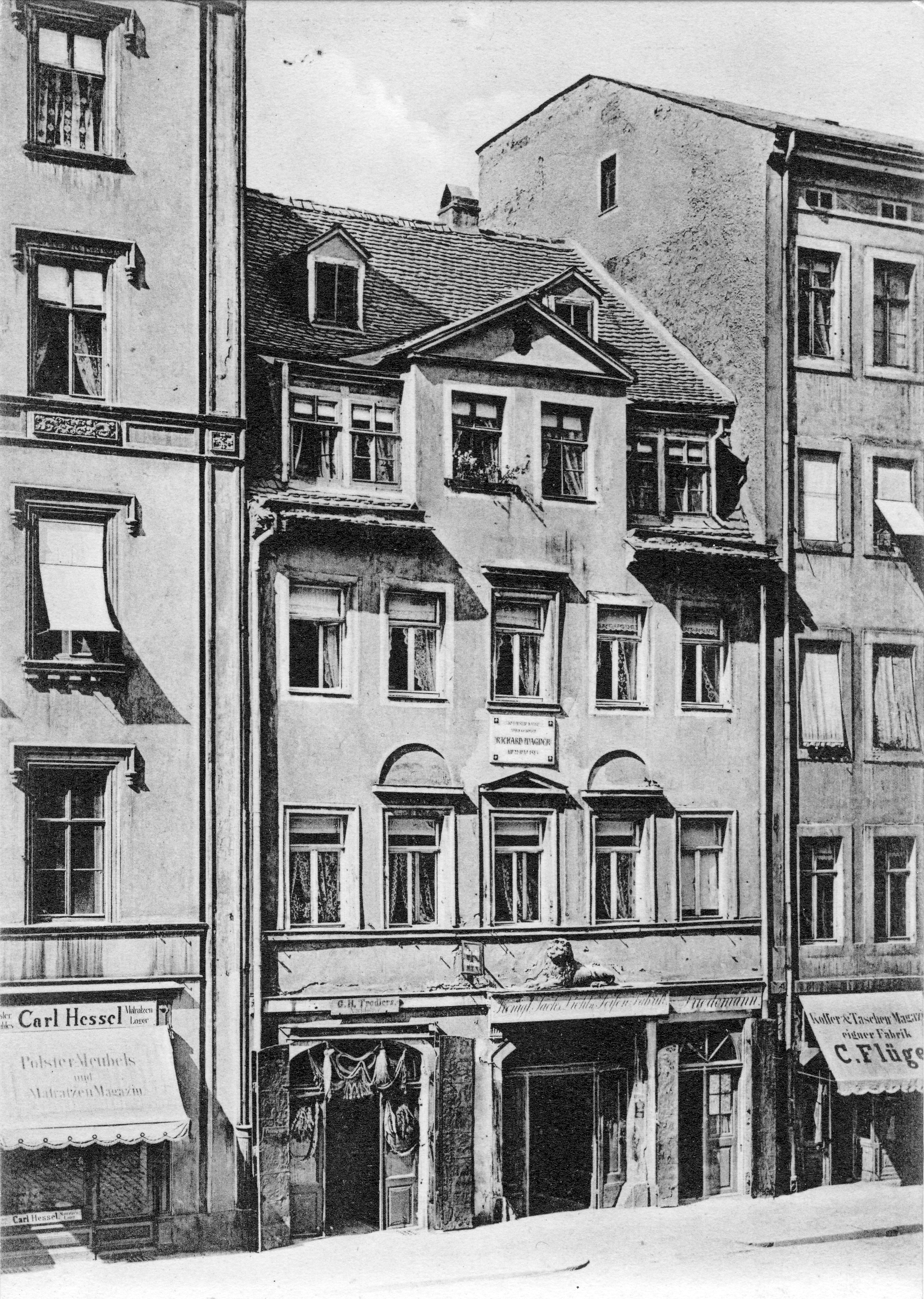
Richard Wagners Geburtshaus um 1885

Am 22. Mai 1813 wurde Richard Wagner im Brühl 3, im „Gasthof Roter und Weißer Löwe“, geboren. Der 1656 erstmals erwähnte Gasthof wurde nach dem rot über weiß quergestreiften Wappenlöwen des Landgrafen von Thüringen benannt und war Unterkunft der Fuhrleute aus Thüringen. Im Jahr 1882 nahm das Haus den Namen „Geburtshaus Richard Wagners“ an. Vier Jahre später wurde es abgerissen, der Folgebau jedoch weiter als „Wagnerhaus“ bezeichnet. 1913 erhielt der ehemalige „Platz am Ranstädter Thor“, später „Theaterplatz“, den Namen „Richard-Wagner-Platz“. 1914 wurde ein Neubau des „Kaufhauses Brühl“ auf den Grundmauern von Brühl 1 und 3 errichtet und 1928 erweitert. Das Gebäude hatte anfangs eine geschwungene Linienführung und eine Natursteinfassade. Erneute Umbauten zum „Konsument-Warenhaus am Brühl“ fanden 1964–66 statt. Dabei erhielt das Gebäude einen achtgeschossigen Anbau sowie eine vorgehängte Fassade aus hyperbolischen Aluminiumelementen ohne Fenster, die dem Kaufhaus den Spitznamen „Blechbüchse“ eintrug. Es war das größte und modernste Warenhaus der DDR. Die Fassade steht unter Denkmalschutz, sie wurde nach dem Abriss des Gebäudes an gleicher Stelle und in gleicher Form 2012 an seinem in die Höfe am Brühl integrierten Nachfolgebau angebracht. Seit 1937/1970 erinnerte eine Bronzetafel des Leipziger Bildhauers Fritz Zalisz am Kaufhaus Brühl an das Geburtshaus Richard Wagners.

### Bücher
- Richard Küas: Kinder vom Brühl. Roman. Phönix-Verlag Carl Siwinna, Berlin 1919, Buchdeckel, Brief
- J[acques] Adler: Der Brühl im Weltverkehr und Stadtverkehr. Nr. 17 in der Schriftenreihe Leipziger Verkehr und Verkehrspolitik. Leipzig 1930, Buchdeckel
- Gustav Herrmann: Einer vom Brühl. Roman. Wilhelm-Goldmann-Verlag, Leipzig 1930, Buchdeckel, Inhaltsverzeichnis
- Waltraud Volk: Historische Straßen und Plätze heute. Leipzig. Verlag für Bauwesen, Berlin 1981
- Walter Fellmann: Der Leipziger Brühl. Geschichte und Geschichten des Rauchwarenhandels. Fachbuchverlag, Leipzig 1989, ISBN 3-343-00506-1
- Birk Engmann: Bauen für die Ewigkeit: Monumentalarchitektur des zwanzigsten Jahrhunderts und Städtebau in Leipzig in den fünfziger Jahren. Sax-Verlag, Beucha 2006, ISBN 3-934544-81-9
- Doris Mundus, Rainer Dorndeck: Pelze aus Leipzig, Pelze vom Brühl. Sax-Verlag, Beucha/Markkleeberg 2015, ISBN 978-3-86729-146-0

### Zeitschriften
- Putz und Pelz. Zeitschrift für das deutsche Kürschner- und Putzmacherhandwerk. Verlag Die Wirtschaft, Berlin 1953–1959
- Der Brühl. Fachzeitschrift für Rauchwarenhandel, Pelzkleidung, Rauchwarenveredlung und Pelztierzucht. Fachbuchverlag, Leipzig 1960–1990, ISSN 0007-2664

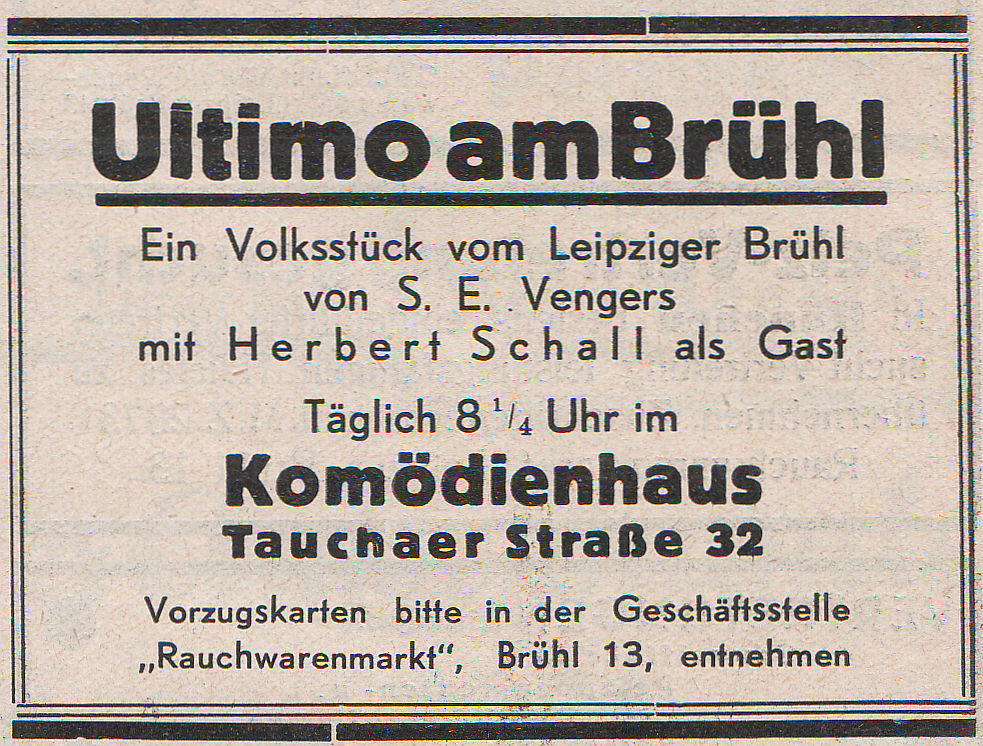
Anzeige für das Volksstück Ultimo am Brühl

- Modische Linie & Brühl. Fachzeitschrift für das Schneider-, Modisten- und Kürschnerhandwerk, für Rauchwarenhandel, Rauchwarenveredlung, Pelztierzucht. Fachbuchverlag, Leipzig 1990–1991, ISSN 0944-0259

### Theater
- S. E. Vengers (eigentlich Salomon Joel, genannt „Sally“, Grübel[71]): Ultimo am Brühl. Volksstück, am 1. August 1931[72] uraufgeführt vom Leipziger Komödienhaus in der Tauchaer Straße (bis 1929 Battenberg-Theater). Das Manuskript scheint verschollen.[73]

Regie und Bearbeitung: Frank Witt und R. A. Sievens; Hauptfigur Pelzhändler Stephan Gaborius: Herbert Schall (Gast); Frau und Mutter: Käte Frank-Witt; Sohn: Hans Flössel; Kommerzienrat: Joseph Firmans. Bühnenbilder: Joseph Firmans.
Aus der Kritik in einer Pelz-Fachzeitung: „[…] Wie Gustav Hermann, der im Ipa-Jahr den Roman eines Pelzhändlers »Einer vom Brühl« (Verlag Wilhelm Goldmann, Leipzig) veröffentlichte, ist wohl auch der Verfasser, der sich hinter dem Pseudonym verbirgt, ein Mann aus der »Branche«. Dafür spricht einmal die Naivität in der Dialogführung, zeitweise ein kunstloses Aneinanderreihen von Witzen und Belanglosigkeiten, zum andern die innige Vertrautheit mit den Usancen und gegenwärtigen großen und kleinen Sorgen des Brühls. […] Die Premiere war ein voller Publikumserfolg.“
Gustav Hermann, ehemaliger Inhaber von Rödiger & Quarch, der ältesten Pelzfärberei Leipzigs, schrieb auch jährlich die Texte und Couplets für die von 1921 bis 1926 im Rahmen der im Krystallpalast stattfindenden Pelzmodenschauen: „Fachkundig genug, um das rechte Milieu zu finden, und Kenner des Brühl, um mal eine Szene über seine Leute einzufügen. Unter dem Jubel der Branche und des Leipziger Publikums, das sich zu den Aufführungen drängte, ging die Aufführung vor sich, die stets mit einer großen Vorführung endete, zusammenfassend alle Neuheiten der Aussteller zu zeigen“.